# 第二次世界大戰戰略轟炸
第二次世界大战战略轰炸是指在第二次世界大战期间对敌方的领土、铁路、公路、港口、城市以及工业区进行的持续性空中打击。
第二次世界大战期间，诸多空军战略家认为对工业及政治基础设施而非纯军事目标进行打击将能带来重大胜利。战略轰炸时常涉及对平民居住区的轰炸，相关军事行动有时刻意针对平民，以达到震慑作用并扰乱其日常秩序，但可能會觸犯戰爭罪行。不過二战爆发时国际法并未明确禁止对城市区域的轰炸，而在第一次世界大战、西班牙内战及中日战争中这一情形已有发生。
二战期间的战略轰炸自1939年9月1日德国入侵波兰时即已开始。德国空军对波兰诸多城市及平民区进行了无差别的轰炸行动，目标包括华沙。随战事发展，轴心国及同盟国的轰炸规模均明显提升。1940年9月德国空军开始对英国城市进行轰炸。1942年后英国对德国的轰炸限制逐渐放宽，开始针对工业区域，并最终扩展至平民区。美国对德国的轰炸跟随这一逻辑，对汉堡、德累斯顿及其他德国城市的燃烧轰炸广受争议。
在侵华战场，日本对平民目标进行了持续的轰炸（如重庆）。在太平洋战场，美国于1944年10月开始对日本进行成规模的空袭行动，而至1945年3月已开始采用燃烧轰炸，造成日本民眾的重大傷亡，殺死的人數甚至比原子彈還要多；1945年8月6日及9日则对广岛和长崎进行了原子弹轰炸，是史上仅有的两次核轟炸。
战略轰炸为一军事战略，与密接支援及战略空中力量有显著区别。战略轰炸的效用在战间及战后都受到了广泛的讨论，由於造成大規模屠殺平民的效果，作法極具爭議性。德国空军及英国皇家空军均未能挫伤敌军士气并完成致命一击。但亦有学者认为战略轰炸显著破坏了敌方的工业生产能力，战间期的战略轰炸支持者则认为这一行动最终导致了日本的投降。

## 法律争议
由于时代的限制，《1899年和1907年海牙公约》仅制定了陆战与海战的交战规则，空战还停留在理论阶段。虽然有国家尝试将空战纳入国际人权公约，但它们未能在二战爆发前完成目标。空战并非不受战争法的管辖，而是各国对于空战的定义有着明显的分歧。这也意味着国际条约不会限制针对平民的空袭。
国际法在空战领域的不完善有着多方面原因。有关空战的国际法对国家的军事实力有一定限制，所以大多数国家都拒绝签署条约，其中一个例子是1923年关于空战的海牙公约；对于各国来说，新研发的轰炸机有着巨大的军事优势，因此也不会接受限制使用轰炸机的条约。由于没有任何详细规定空战的条约，因此战争初期主要参战国只遵守1907年海牙条约，该条约没有限制针对平民的空袭。
纽伦堡审判中战争罪的主检察官特尔福德·泰勒将军写到：
即使像华沙、鹿特丹、贝尔格莱德、伦敦这些遭受惨烈轰炸的城市是德军而非盟军造成了损失，但德国和日本的城市被摧毁并非出于报复，而是精心制定的行动，我们深刻体会到对城市和工厂进行空中轰炸已经是现代战争中在所有国家都会发生的事情。 
《1899年和1907年海牙公约》的（附件）第25条并未对平民的保护指定明确标准，海战规则也是如此。因此意大利空军理论家朱利奥·杜黑等人提出的空战理论并不违反公约的规定。基于这些原因，同盟国在纽伦堡审判和东京审判中并未将轰炸非军事目标定为战争罪，下令采取轰炸行动的轴心国领导人也并未受到起诉。

## 道德伦理争议
战略轰炸的概念以及战争期间的广泛实施引发了战后关于其道德性的争论。出现了三种道德伦理观点。
一种是基于正义战争理论，强调非战斗人员拥有免受战争伤害的固有权利，不应成为故意攻击的目标。坚持非战斗人员豁免权和使用武力的相对性。
第二种是基于“工业网络理论”，该理论提出集中精力摧毁敌方军事、工业和经济基础设施，而不是军队，以此作为赢得战争的最快方式。支持者认为，二战期间对城市进行战略轰炸造成的平民死亡是合理的，因为它们缩短了战争时间，从而有助于避免更多的伤亡。
邁克爾·瓦爾澤在《正义与不正义的战争》（1977）中展现了第三种观点。沃尔泽提出了所谓的“最高紧急状态”理论。虽然他总体上同意正义战争理论，但他得出的结论是，对道德秩序的严重威胁将证明使用无差别的武力是正当的。
空军元帅罗伯特·桑德比爵士总结了他对轰炸伦理的分析：
对轰炸伦理的研究不能不提醒人们，人是一种不合逻辑的生物，更容易受到情感的影响，而不是冷静的理性。人具有自我欺骗和不加批判地压制不受欢迎的事实的神奇力量；面对压倒性的相反证据，他仍然能够相信他想相信的东西。事实上，没有哪个瞎子会看不见，也没有哪个聋子会听不见。因此，希望人们普遍接受关于空中轰炸伦理这样一个情绪化主题的理性观点无疑是不切实际的。

## 欧洲

### 战争初期的政策
在第二次世界大战爆发前，航空技术的快速发展使人们认为，大规模的轰炸机群将有能力摧毁城市。例如，英国首相斯坦利·鲍德温在1932年警告说：“轰炸机总会通过。”
当战争于1939年9月1日德国入侵波兰开始时，武装中立的美国总统富兰克林·D·罗斯福呼吁主要交战方（英国、法国、德国和波兰）将空袭限制在军事目标上，“在任何情况下都不要对未设防城市的平民区进行轰炸”。英国和法国同意遵守这一要求，英国承诺“将轰炸严格限制在军事目标上，但条件是所有对手都将严格遵守相同的战争法”。德国也同意遵守罗斯福的要求，并解释说轰炸华沙是在协议范围内，因为华沙被认为是一座设防城市，但德国在第二次世界大战之前没有将针对敌方平民作为其政策。
英国的政策于1939年8月31日制定：如果德国发起无差别的攻击行动，英国皇家空军“应该攻击对战争至关重要的德国目标，特别是石油资源”。如果德国空军只攻击军事目标，英国皇家空军应该“对威廉港的德国舰队发动攻击”，并“在射程内发现海上战舰时进行攻击”。英国向盟友法国传达了“不采取可能涉及平民伤亡风险的空中行动”意图。
虽然英国承认轰炸德国会造成平民伤亡，但英国放弃将蓄意轰炸战区外的民用目标作为军事战术。1940年5月15日，在德国轰炸鹿特丹的第二天，英国改变了政策，英国皇家空军被允许攻击鲁尔区的目标，包括石油工厂和其它支持德国战争的民用工业目标。1940年5月15日至16日晚，英国皇家空军首次空袭德国内陆，而法国战役仍在继续进行。

### 欧洲早期冲突

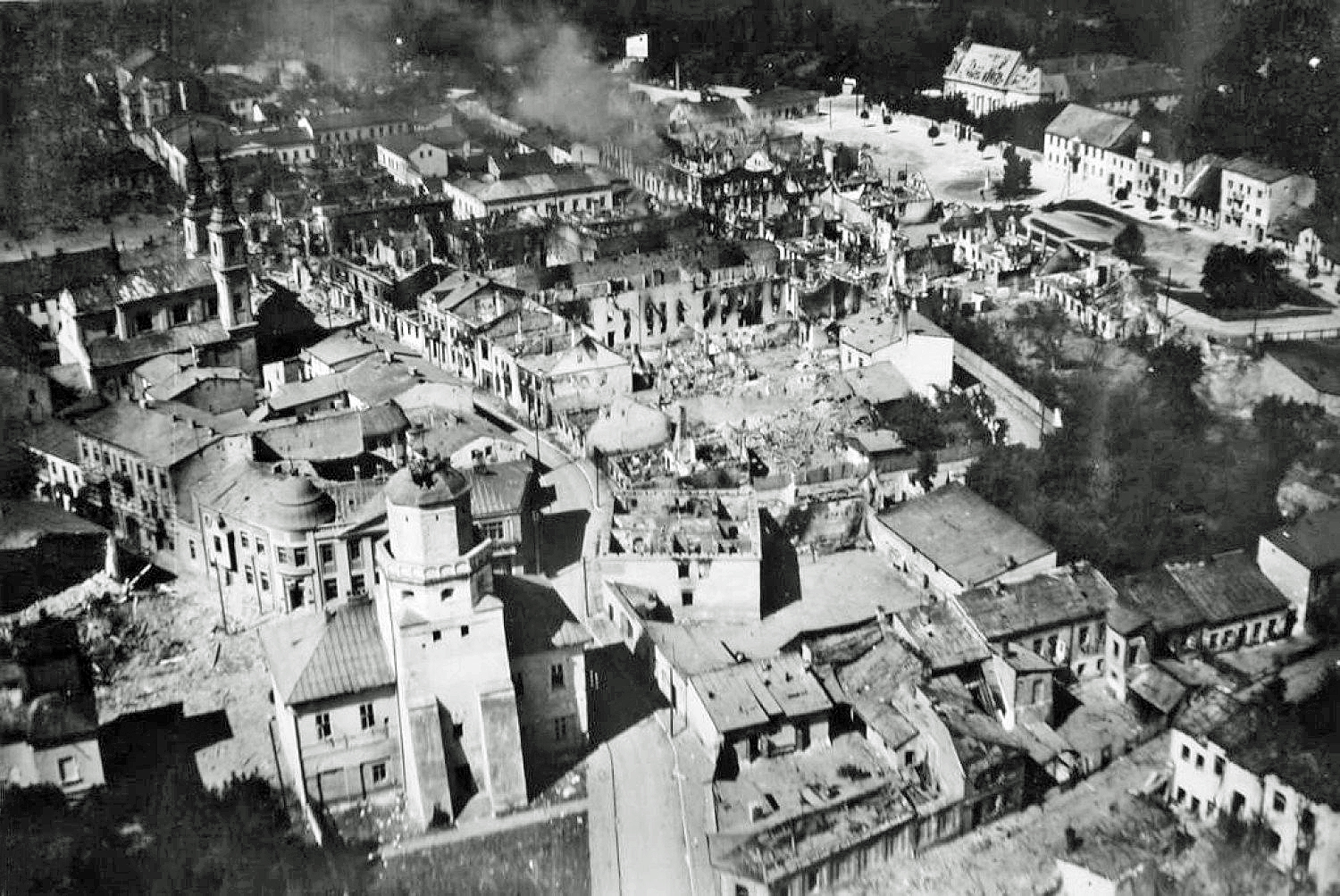
1939年9月1日，波兰第一座被德国空军摧毁的城市维隆

#### 波兰
德国入侵波兰期间，纳粹德国空军对波兰城市展开了大规模空袭，轰炸医院等民用基础设施，包括逃亡的难民。德国空军轰炸了波兰首都华沙，以及小镇维隆和弗蘭波爾。对维隆的轰炸是第二次世界大战的首批军事行动之一，也是第一次重大轰炸行动，轰炸是在一个几乎没有军事价值的城镇进行的；轰炸弗拉姆波尔被描述为测试战术和武器实用性的实验。英国历史学家诺曼·戴维斯在《1939-1945年的欧洲战争》中写道：“没有简单的胜利：选择弗兰波尔的部分原因是它完全没有防御能力，部分原因是其巴洛克式的街道规划为计算和测量提供了完美的几何网格。”
沃尔夫冈·施赖耶在《天空之眼》写道：
弗兰波尔被选为实验对象，因为低速飞行的试验轰炸机不会受到火力的威胁。此外，位于中心的市政厅是工作人员理想的定位点。我们观察了可见标志后的方向可能性，以及村庄的大小，这保证了炸弹仍会落在弗拉姆波尔。从一方面来说，它应该使探测记录更容易，从另一方面来看，它应该确认所用炸弹的效率。
德国空军发出指令的目的是防止波兰空军影响地面战斗或攻击德国领土。此外，德国空军还通过直接战术和间接空中支援来支持德国地面部队的推进，对波兰军事动员中心进行攻击，从而推迟波兰有序的战略兵力集中，并通过摧毁波兰战略铁路线来阻止波兰部队的支援。

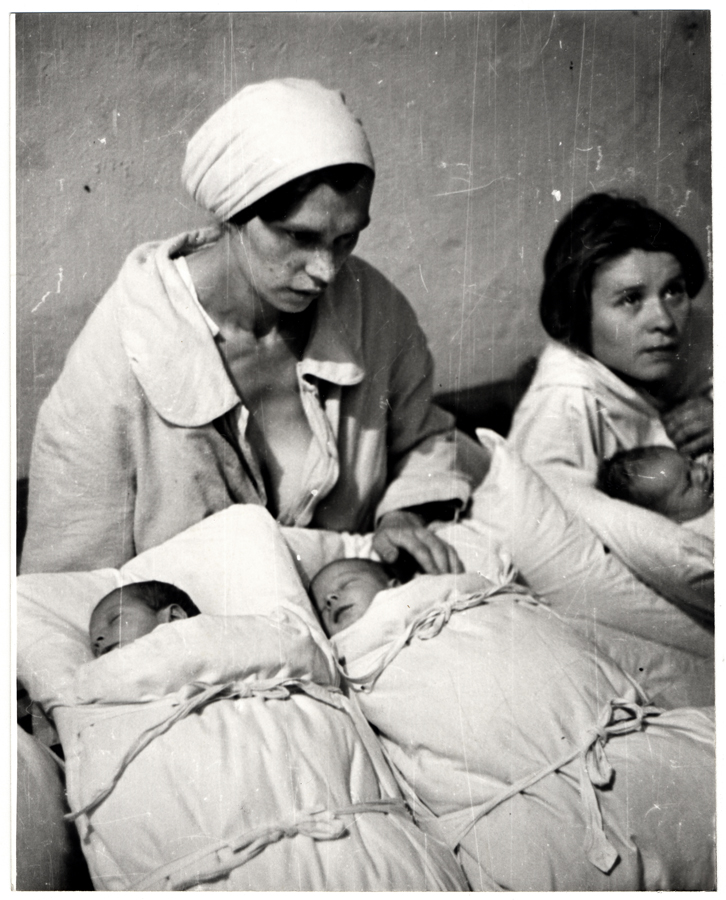
德国空军轰炸华沙期间，波兰母亲和她们的新生儿在医院地下室的临时产科病房里

瓦瑟坎特行动为轰炸机部队对华沙目标的集中攻击做准备。然而，根据波兰教授托马什·萨罗塔的说法，由于恶劣的天气条件，行动被取消，而德国作家霍斯特·博格声称，这可能是由于罗斯福呼吁避免平民伤亡；据博格称，美国禁止轰炸华沙住宅区内的军事和工业目标。
波兰自9月初以来的报告指出，德国轰炸医院并对平民进行扫射（由于德国飞机专门针对医院进行标记，直到医院被移至露天以避免此类袭击，因此对医院进行标记适得其反），以及对逃亡的平民不分青红皂白的袭击，萨罗塔称，这直接违反了《海牙公约》。华沙于9月9日首次遭到德国地面部队的袭击，9月13日被围困。德国作家布格声称，随着德国地面部队的到来，华沙的局势发生了变化。根据《海牙公约》，这座城市可以合法地遭到袭击，因为它是一座位于前线的防御城市并拒绝投降。
轰炸铁路、公路和集结的军队对波兰的动员造成了严重破坏，而对城镇和军事目标的袭击则破坏了陈旧的波兰信号网络，扰乱了指挥和控制。在几天的时间里，德国空军的数量和技术优势对波兰空军造成了损失。1939年9月1日起，波兰各地的空军基地也遭到了德国空军的轰炸。
9月13日，根据波兰国防军的信息，德军对华沙犹太区发动袭击，理由是犹太人对德国士兵犯下了未指明的罪行，但可能是为了回应波兰地面部队的失败并意图发动恐怖袭击。德国空军183架轰炸机携带高爆弹和燃烧弹轰炸了华沙犹太区。9月22日，沃尔弗拉姆·冯·里希特霍芬发来信息：“紧急请求利用最后机会进行大规模轰炸，作为破坏性恐怖袭击……将尽一切努力彻底摧毁华沙”。阿道夫·希特勒颁布了一项命令，阻止平民离开华沙并继续展开轰炸，他认为这将促使波兰投降。
9月14日，法国驻华沙空军武官向巴黎报告说，“德国空军根据国际战争法，只轰炸军事目标，因此法国没有理由反驳。”犹太新年，德国空军再次集中力量轰炸华沙的犹太人，轰炸犹太区以及犹太教堂。根据萨罗塔教授的说法，报告不准确，因为作者不知道维隆或卡米涅茨发生的轰炸事件，他于9月12日离开波兰，目的是为了避免法国卷入战争，并且报告于1948年发表。

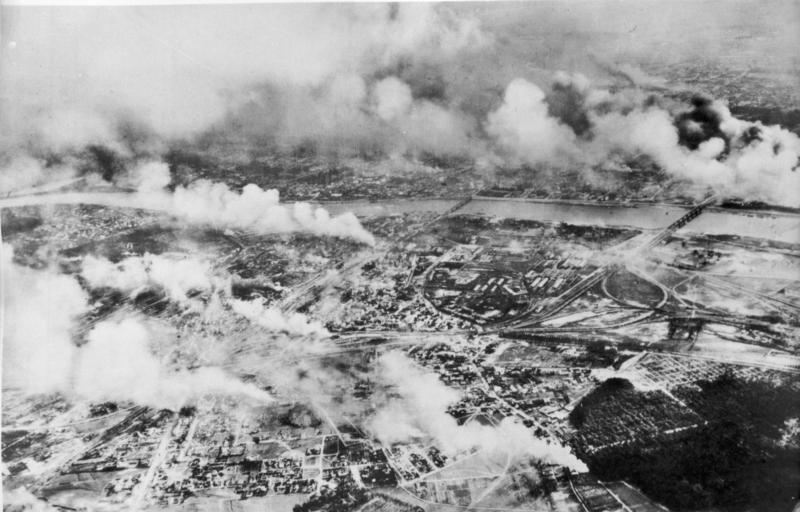
华沙在德国轰炸后燃烧。空袭造成大约20000至25000名平民死亡

三天后，华沙被德军包围，数十万张传单被投放在城市上空，指示市民在可能发生的轰炸之前撤离城市。9月25日，德国空军出动1150架次，投掷了560吨高爆弹和72吨燃烧弹。
为了在西方战役中保留轰炸机的力量，He 111轰炸机被Ju 52运输机所取代。由于盛行风，导致轰炸的精度很差，甚至给围攻的德军造成了误伤。
波兰对德国目标的唯一一次轰炸是由PZL23卡拉斯轻型轰炸机对奥瓦瓦的一家工厂实施的。由于苏联于1939年9月17日发动进攻，波兰空军于1939年8月18日离开波兰，驻扎在波兰东部的波兰简易机场和飞机即将被占领。虽然Pursuit Brigade追击旅是波兰首都华沙防御系统的一个组成部分，但也在战争开始一周后被转移到卢布林。
但泽自由市也发生了一起无计划的轰炸。9月7日晚上11点，一架波兰卢布林R.XIII G水上飞机飞越该市，执行攻击德国石勒苏益格-荷尔斯泰因号战列舰的任务。然而，该船已经离开了该市，因此水上飞机飞越但泽市中心，在那里轰炸并向庆祝威斯特普拉特波兰驻军投降的德军开火。

#### 西线，1939年至1940年5月
1939年9月3日，在德国入侵波兰之后，英国和法国对德国宣战，西线战争开始。9月3日和4日，英国皇家空军轰炸了德国多艘战舰和小型船只。9月3日，8名德国海军士兵在威廉港被英国炸死，这是战争中首次被英国杀死的德国士兵；随后英国对库克斯港和黑尔戈兰岛进行了袭击。1939年的黑爾戈蘭灣空戰显示了轰炸机面对战斗机的脆弱。
德国的第一次空袭是在1939年10月16日和17日，袭击了羅塞斯和斯卡帕湾的英国舰队。此后很长时间没有活动。同时，英国皇家空军的袭击减少到每月不到一次。假战依然在继续，双方展开了政治宣传。
英国禁止攻击地面目标和港口内的德国军舰，因为有造成平民伤亡的风险。赫尔曼·戈林早期发布的指示允许在任何地方对军舰进行有限攻击，包括在海上进行。而希特勒的OKW第2号命令和空军第2号命令禁止在敌人轰炸德国之前攻击人的海军力量，指出“必须以不引发德国空中战争的爆发为指导原则。”
阿爾特馬克號事件之后，德国空军于1940年3月16日对英国海军基地斯卡帕洛进行了打击，首次出现英国平民的死亡。三天后，英国对德国在叙尔特岛赫努姆空军基地进行了攻击，虽然中了一家医院，但没有造成人员伤亡。德军随后进行了报复性的海军袭击。
德国对法国的轰炸始于5月9日夜间。到5月11日，法国报告称，亨恩-利塔尔、布鲁瓦、朗斯、拉费尔、洛安、南希、科尔马、蓬托瓦兹、朗贝尔、里昂、布、哈斯布鲁克、杜伦斯和亚眠等地区遭到轰炸，至少造成40名平民死亡。
当盟军的轻型和中型轰炸机试图通过打击德军的部队和桥梁来拖延入侵时，英国战争内阁授权莱茵河以西的公路和铁路等目标进行有限的轰炸。

#### 鹿特丹轰炸

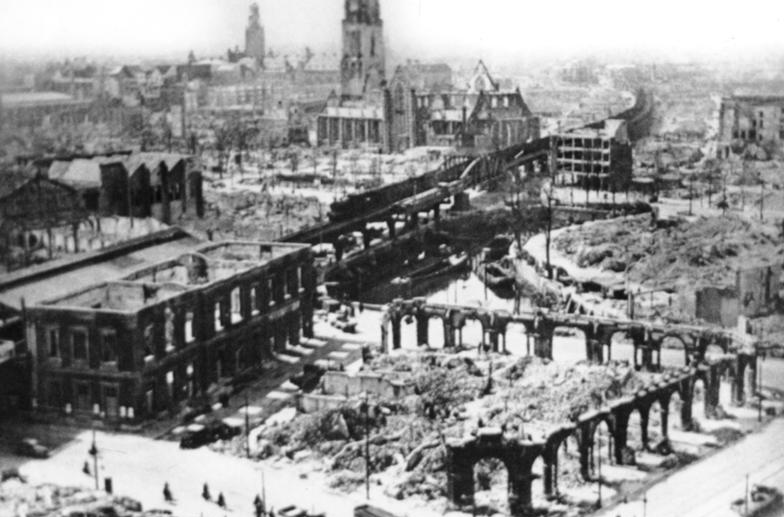
德国轰炸鹿特丹后的景象

德国利用轰炸鹿特丹，试图让荷兰妥协投降。在德国发出第二次最后通牒后，努力失败了。1940年5月14日，德国空军被命令轰炸鹿特丹，以迫使被围困的城市投降。这起有争议的轰炸，轰炸针对的是被围困市中心，而不是为压力重重的德国第22步兵师（由汉斯·格拉夫·冯·斯波内克中将指挥，于5月10日空降）在城市西北部和城市东部默兹河大桥与荷兰军队的战斗中提供直接的战术支援。在最后一刻，荷兰决定投降，并派遣一名全权代表和其他谈判人员越过德国防线。有人试图取消袭击，但轰炸任务已经开始。从法律上讲，这次袭击是针对对军事目标和前线至关重要的城市防御部分进行的，轰炸遵守了《海牙陆战公约》第25至27条。
在100架He 111轟炸機中，57架投下总重97吨的炸弹，引发的火灾导致市中心2.8平方公里的区域被摧毁，包括21座教堂和4家医院。袭击造成800至1000名平民死亡，1000多人受伤，78000人无家可归。2022年，档案研究显示，鹿特丹大轰炸期间共有1150至1250名平民、荷军和德军丧生。大约25000所房屋、2320家商店、775个仓库和62所学校被毁。
虽然德国历史学家霍斯特·布格表示，英国的宣传将平民伤亡人数夸大了30倍，但据当时的报纸报道显示，荷兰驻巴黎大使馆最初估计有10万人死亡，荷兰驻纽约使馆后来发布了修订后的3万人数字。国际新闻机构广泛报道了这些数字，将鹿特丹描绘成一个被恐怖轰炸无情摧毁的城市，无视平民生命，废墟下有3万人死亡。有人认为，轰炸是针对明确的目标，并有助于德军进攻。德国威胁要以同样的方式轰炸乌得勒支，荷兰最后选择投降。

#### 盟军的反应
鹿特丹遭袭后，英国皇家空军轰炸机司令部于1940年5月15日授权袭击莱茵河以东的德国目标。空军授权元帅查尔斯·波尔特攻击德国鲁尔区的目标，包括石油工厂以及协助战争的民用目标。袭击的根本原因是将德国空军从前线转移。丘吉尔在16日的一封信中向法国同行解释了他的决定的基本原理：“我今天与战争内阁和所有专家一起审查了你昨晚和今天上午向我提出的增加战斗机中队的要求。我们都同意，最好通过打击敌人的生命体征来吸引敌人到这个岛上，从而帮助共同事业。”由于英国炸弹瞄准技术不足，随后的袭击“对城镇和村庄造成了恐怖袭击的影响。”5月15至16日晚，96架轰炸机越过莱茵河，袭击了盖尔森基兴的目标。
5月17日至18日晚，英国皇家空军轰炸机司令部轰炸了汉堡和不来梅的石油设施；投掷的燃烧弹引发了6场大火、1场中等规模的大火和29场小型火灾。袭击造成47人死亡，127人受伤。科隆的铁路调车场当晚遭到袭击。5月，埃森、杜伊斯堡、杜塞尔多夫和汉诺威也遭到轰炸机司令部的类似袭击。6月，多特蒙德、曼海姆、法兰克福和波鸿遭到袭击。当时，轰炸机司令部缺乏必要的导航和轰炸技术背景，夜间轰炸的准确性极低。因此，炸弹通常散布在大片地区，在德国引起轩然大波。1940年6月7日至8日晚，一架法国海军F.222式轰炸机轰炸了柏林，这是盟军对德国首都的首次袭击。
即使英国袭击了德国城市，但德国空军直到法国战役结束六周后才开始袭击英国。

#### 不列颠战役和伦敦大轰炸
1940年6月22日，法国与德国签署第二次贡比涅停战协定。英国则继续战斗。7月1日至2日，英军袭击了德国军舰沙恩霍斯特號戰艦和欧根亲王号重巡洋舰，16架英国皇家空军轰炸机袭击了德国的哈姆火车站。
1940年6月初，不列颠战役以德国对英国的小规模轰炸开始。“滋扰性袭击”指用来训练轰炸机机组人员进行昼夜攻击，测试防御能力并尝试方法。这些训练飞行持续到7月和8月，一直持续到9月的第一周。1940年6月30日赫尔曼·戈林发布的总命令指出：
对英国的战争将仅限于对防御力量薄弱的工业和空军目标的破坏性攻击……对相关目标进行最彻底的研究，即目标的关键点，是成功的先决条件。应尽一切努力避免平民遭受不必要的生命损失。——赫尔曼·戈林
对英吉利海峡航运和英国空军的袭击和小规模冲突于7月4日开始，并于7月10日升级，道丁后来提议将这一天作为战斗的正式开始日期。战役期间，希特勒呼吁英国接受和平，但英国拒绝谈判。
希特勒仍然希望与英国通过谈判实现和平，他明令禁止对伦敦和平民的袭击，违反这一命令的飞行员都会受到惩罚。希特勒1940年8月1日发布的第17号指令确立了对英国的战争行为，并明确禁止德国空军进行恐怖袭击。元首宣布，恐怖袭击只能是他下令报复的手段。
8月6日，戈林制定了鹰日计划：四天时间在英格兰南部摧毁英国皇家空军战斗机司令部，然后将轰炸目标对扩大到中部地区的军事和经济目标，直到日间袭击可以不受阻碍地进行，海狮作战即将开始时，再对伦敦发动大规模袭击，引发难民危机。1940年8月8日，德军转而袭击英国皇家空军的战斗机基地。为了减少损失，德国空军也开始实施夜间轰炸。从8月19日至20日晚开始，夜间轰炸的目标是航空业、港口和城镇等战略目标，包括伦敦周围的郊区。
到8月的最后一周，超过一半的空袭采取夜间轰炸。8月24日，几架偏离航线的德国轰炸机意外轰炸了伦敦市中心。第二天，英国皇家空军首次轰炸柏林，目标是柏林-滕珀尔霍夫机场和西门子公司。由于攻击的误差，导致德国认为这是无差别的轰炸，此举激怒了希特勒：他下令通过对英国，特别集中对伦敦的夜间轰炸来打击“英国人的夜间海盗行为”。1940年9月4日，希特勒在柏林的一次公开演讲中宣布：
前几天晚上，英国人轰炸了柏林。就这样吧。但这是一个两个人可以玩的游戏。当英国空军投掷2000、3000或4000公斤炸弹时，我们将在一个晚上投掷15万、18万、23万、30万、40万公斤。当他们宣布他们将大规模袭击我们的城市时，我们将根除他们的城市。总有一天，我们中的一个人会崩溃，而不是国家社会主义德国！

--阿道夫·希特勒

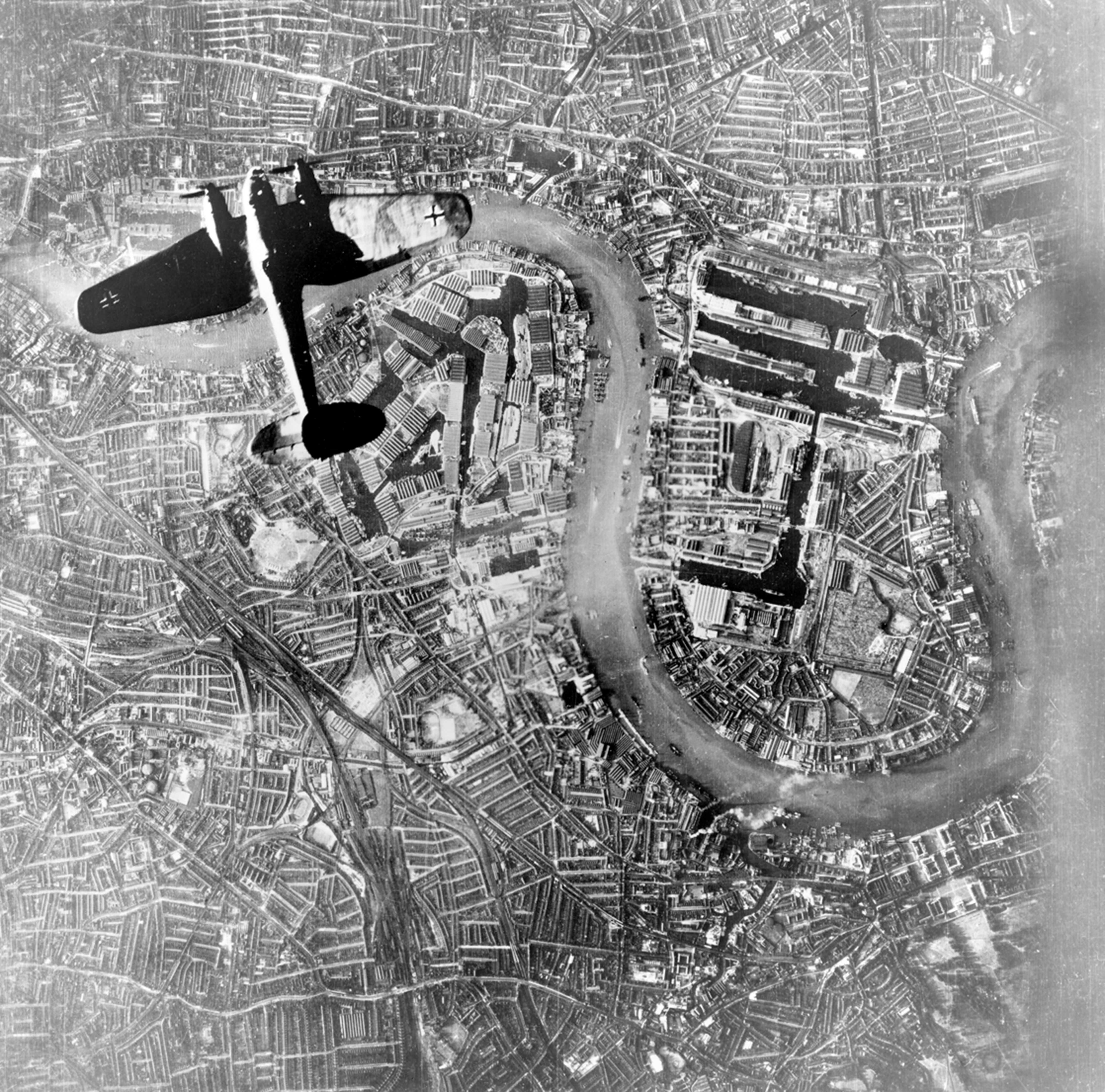
1940年9月7日德国空军夜间突袭开始时，德国空军He 111轟炸機飞越伦敦东区的沃平和狗岛

伦敦大轰炸依然在进行中。戈林在阿爾貝特·凱塞林的敦促和希特勒的支持下，对英国首都发动了大规模进攻。9月7日，318架轰炸机对伦敦进行了连续不间断的轰炸，伦敦码头区在日间袭击中已经受损。1940年9月7日的袭击已经成为一场明显的恐怖行动，虽然主要目标是伦敦码头，但显然有恐吓伦敦民众的意义。希特勒本人希望轰炸伦敦会恐吓民众屈服。他说：“如果800万（伦敦人）发疯，很可能会变成一场灾难！”。在那之后，他相信“即使是一次小小的入侵也可能会有很长的路要走”。德国空军夜间又出动了250架次轰炸机。截至9月8日上午，已有430名伦敦人遇难。德国空军发布新闻公告，宣布他们在24小时内向伦敦投掷了100多万公斤炸弹。在为期九个月的闪电战中，许多英国城市遭到袭击，包括普利茅斯、斯旺西、伯明翰、谢菲尔德、利物浦、南安普顿、曼彻斯特、布里斯托尔、贝尔法斯特、卡迪夫、克莱德班克、赫尔河畔金斯顿和考文垂。《英国国防》一书的作者写道：
尽管德国空军在9月初通过的计划中提到了对大城市人口的袭击，但1940-41年秋冬季袭击的详细记录并不表明其意图是对平民进行不分青红皂白的轰炸。选定的目标主要是工厂和码头。其他专门分配给轰炸机机组人员的目标包括伦敦金融城和白厅政府区。

--巴兹尔·科利尔
除了巴兹尔·科利尔的结论外，还有1941年在伦敦的亨利·阿诺德将军1949年的回忆录，支持科利尔的估计。亚瑟·哈里斯在1947年指出，德国未能抓住机会通过燃烧弹攻击摧毁英国城市。
随着战争的继续，电子技术也不断升级。为了对抗德国的无线电导航设备，帮助导航员在黑暗中和云层中找到目标，英国随后地解决了对抗措施的问题（最明显的是机载雷达，以及高效的欺骗性信标和干扰器）。
即使轰炸对英国造成了巨大的破坏，破坏了平民的日常生活，但并没有造成决定性影响。英国的防空系统变得强大，随着德国放弃对英国的入侵，开始注意苏联，袭击也逐渐减少。
轰炸曼海姆的阿比盖尔·雷切尔行动是英国于12月16日对德国城市进行的首次报复性轰炸之一。1940年夏季，英国一直在等待机会，尝试在选定的城镇造成最大破坏的空袭，而这一机会是在德国突袭考文垂之后给予的。在内部，它被宣布为对考文垂和南安普顿的报复。丘吉尔于12月初正式下令实施新的轰炸政策，不展开宣传，并将其视为一项实验。目标标记和大多数炸弹都没有击中市中心。这促进了轰炸机流的发展。虽然这次空袭没有取得决定性的成功，但批准了进一步的行动。
这是英国从精确打击军事目标转向对整个城市进行区域轰炸的开始。

### 战争后期的德国

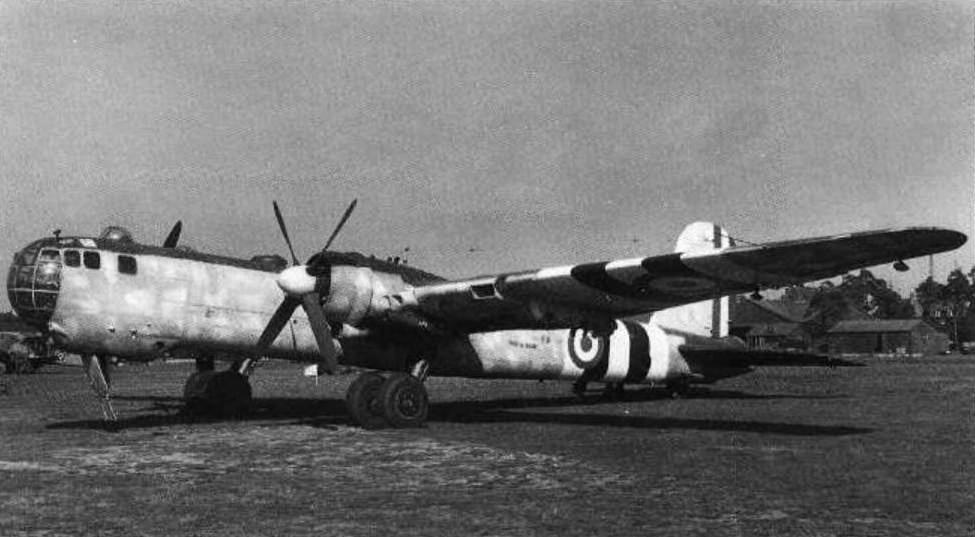
1945年，一架被缴获的He 177轟炸機，佩戴法国空天军的标志

戈林的第一任参谋长 瓦尔特·韦弗将军是乌拉轰炸机的大力支持者，但当他在1936年的一次飞行事故中去世时，在戈林的影响下，对战略轰炸机计划的支持开始迅速减少。在戈林的压力下，韦弗的继任者阿尔伯特·凯塞林选择了一种中型、多用途、双引擎战术轰炸机。艾爾哈德·米爾希强烈支持戈林的观点，他对德国空军的未来起到了关键作用。米尔奇认为，德国工业（就原材料和生产力而言）每年只能生产1000架四引擎重型轰炸机，但双引擎轰炸机的数量是这个数字的许多倍。1937年春天，就在德国空军自己的技术办公室通过Ju 89轟炸機和Do-19重型轰炸机准备进行测试时，戈林下令停止四引擎战略轰炸机项目的所有工作。
1939年，轰炸机B计划试图生产一种双引擎战略轰炸机，该轰炸机可以携带几乎与盟军四引擎重型轰炸机相当的炸弹载荷，但这是战前快速轰炸机概念的发展。轰炸机B的设计旨在实现至少600公里/小时的最高速度。轰炸机B项目没有取得任何进展，因为预期的设计需要每对至少1500千瓦（2000马力）的作战可靠航空发动机，这是德国航空发动机行业在开发过程中遇到的严重问题。1942年春末，又启动了一项设计计划，开发具有跨大西洋航程的四引擎（后来是六引擎）轰炸机，攻击美国大陆，并恰如其分地命名为“美国轰炸机”。这也没有取得任何进展，在战争结束之前，只有来自两个设计竞争对手的五架原型机在空中进行测试。

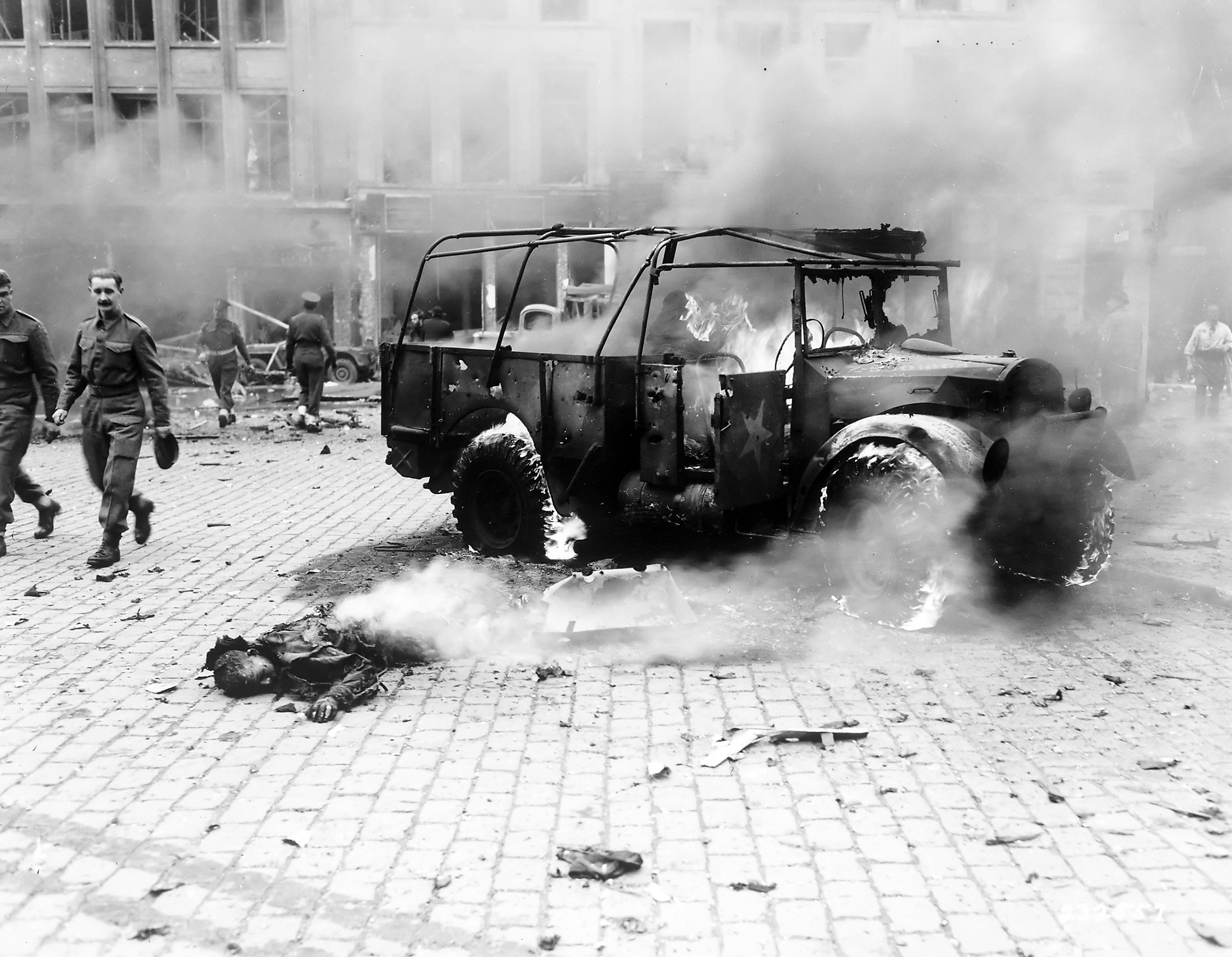
1944年11月27日，德国V-2火箭袭击比利时安特卫普泰尼尔广场

在第二次世界大战中，唯一在德国空军服役的重型轰炸机是容易出问题的He 177轰炸机。在1937年11月的初步设计中，航空部错误地决定He 177也应该具有中等角度的“俯冲轰炸”能力。直到1942年9月戈林本人才取消了这一要求。He 177A于1942年4月投入使用，虽然小批量A-0系列生产原型飞机持续发生一系列发动机起火。这一缺陷，以及许多严重缺陷的设计特征，导致戈林在当年8月谴责He 177A的戴姆勒賓士DB 601發動機只不过是容易着火、笨重的“焊接在一起的发动机”。1944年7月启动的应急战斗机方案以及盟军轰炸对整个德国航空业的破坏性影响，阻止了He 177B设计的任何生产。
He 177A于1942年4月开始服役。此时，在英国皇家空军对吕贝克发动毁灭性袭击后，阿道夫·希特勒命令德国空军以贝德克轰炸展开报复：
元首下令对英国的空战打上更具侵略性的烙印。因此，在选择目标时，应优先考虑那些袭击可能对平民生活产生最大影响的目标。除了袭击港口和工业外，还将对伦敦以外的城镇进行报复性恐怖袭击。为了支持这些袭击，布雷活动将减少。

--1942年4月14日，元首总部向德国空军最高司令部发出命令
1944年1月，四面楚歌的德国试图通过斯坦博克行动（英国称为“婴儿轰炸”）的恐怖轰炸来打击英国士气。在战争的这个阶段，德国严重缺乏重型和中型轰炸机，英国高效和复杂的防空系统增加了障碍，被德国占领的西欧机场越来越容易受到盟军的空袭，这使得德国报复的有效性更加令人怀疑。
英国历史学家弗雷德里克·泰勒断言：“战争期间，各方轰炸了对方的城市。例如，在入侵和占领俄罗斯期间，有50万苏联公民死于德国的轰炸。这大致相当于盟军突袭中死亡的德国公民数量。”德国空军通过轰炸摧毁了许多苏联城市，包括明斯克、塞瓦斯托波尔和斯大林格勒。仅在1942年6月，塞瓦斯托波尔就投掷了20528吨炸弹。德国在东线的轰炸行动使其在西线的承诺相形见绌。从1941年6月22日到1944年4月30日，德国空军在东线投掷了756773吨炸弹，平均每月22000吨。德国科学家发明了复仇武器：V-1导弹和V-2火箭——这些武器被用来从欧洲大陆对伦敦和英格兰南部的其他城市发动空袭。这场战役的破坏性比闪电战小得多。随着盟军从西方向法国和德国推进，巴黎、列日、里尔和安特卫普也成为目标。
英国和美国在“十字弓行动”中，将部分战略轰炸行动用于消除德国“复仇武器”威胁。在1943年8月的九头蛇行动中，V2的开发被先发制人地打击的佩纳明德研究设施。

### 战争后期的英国
1941年9月23日，英国空军参谋部的一份文件阐述了对城市进行区域轰炸的目的：
袭击城镇地区的最终目的是摧毁占领该地区的人口的士气。为了确保这一点，我们必须做到两件事：第一，我们必须使该城镇在物理上不适合居住；第二，我们必须让人们意识到不断的人身危险。因此，直接的目的是双重的，即产生毁灭和对死亡的恐惧。
在区域轰炸行动的前几个月，英国就如何最有效地利用国家有限的资源对德国发动战争展开了内部辩论。英国皇家空军（RAF）应该缩减规模，让更多的资源流向英国陆军和英國皇家海軍，还是应该遵循并扩大战略轰炸方案？英国政府首席科学顾问弗雷德里克·林德曼教授发表了一篇有影响力的论文，支持轰炸行动，证明使用区域轰炸来“剥夺”德国劳动力是降低士气和影响敌方战争生产的最有效方法。
内阁要求高等法院法官辛格尔顿先生调查相互竞争的观点。在1942年5月20日提交的报告中，他总结道：
如果俄罗斯能够在陆地上控制德国，我怀疑德国是否会承受12个月或18个月的持续、加强和增加的轰炸，这必然会影响她的战争生产、抵抗力、工业和抵抗意志。
最后，在一定程度上要归功于德豪斯的论文，正是这种观点占了上风，轰炸机司令部将一直是英国战争努力的重要组成部分，直到第二次世界大战结束。英国的大部分工业生产被用于创建庞大的重型轰炸机舰队。直到1944年，对德国生产的影响非常小，这引发了人们对转移这么多努力是否明智的怀疑——人们的反应是，在其它任何地方，这种努力都不可能如此轻易地产生更大的效果。

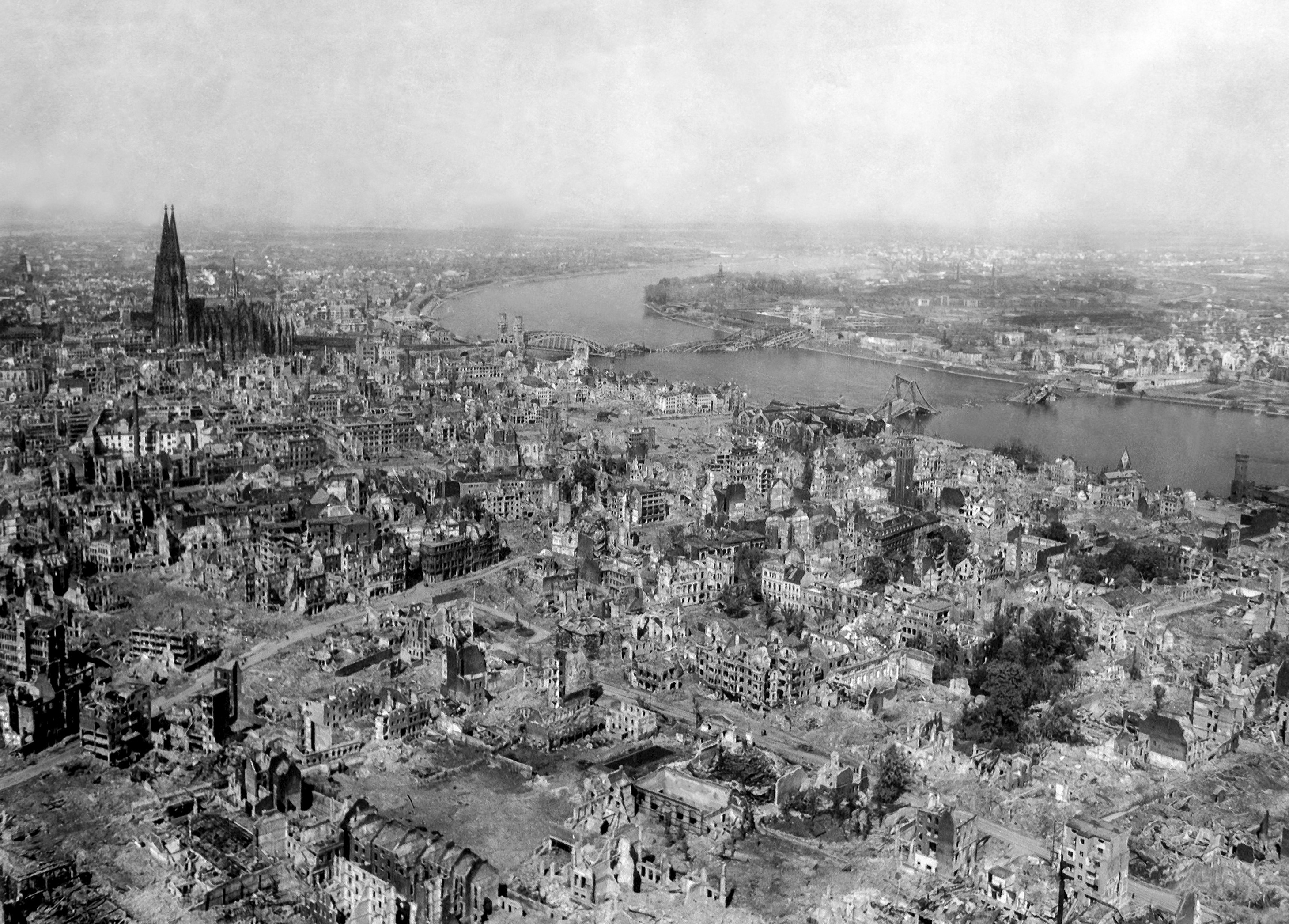
1945年的科隆，尽管遭到盟军炸弹的数十次袭击，科隆主教座堂在战争中幸存下来

林德曼深受温斯顿·丘吉尔的信任，丘吉尔任命他为英国政府的首席科学顾问，并在内阁中占有一席之地。1942年，林德曼向内阁提交了“脱屋行动”，展示了对德国城市进行密集轰炸可能产生的效果。内阁接受了这项任务，任命亚瑟·哈里斯空军元帅执行这项任务。它成为对德国发动的总体战的重要组成部分。林德曼教授的论文提出了攻击主要工业中心以故意摧毁尽可能多的房屋的理论。工人阶级的房屋将成为袭击目标，因为它们的密度更高，更有可能发生火灾。这将取代德国劳动力，降低他们的工作能力。他的计算表明，英国皇家空军的轰炸机司令部能够很快摧毁位于城市的大多数德国房屋。该计划在开始之前就极具争议，但内阁认为轰炸是直接攻击德国的唯一选择（因为距离对欧洲大陆的重大入侵还有近两年的时间），苏联要求西方盟国采取行动缓解东线压力。英国很少有人反对这项政策，但议会中有三位著名的反对者，乔治·贝尔主教和工党议员理查德·斯托克斯和阿尔弗雷德·索尔特。

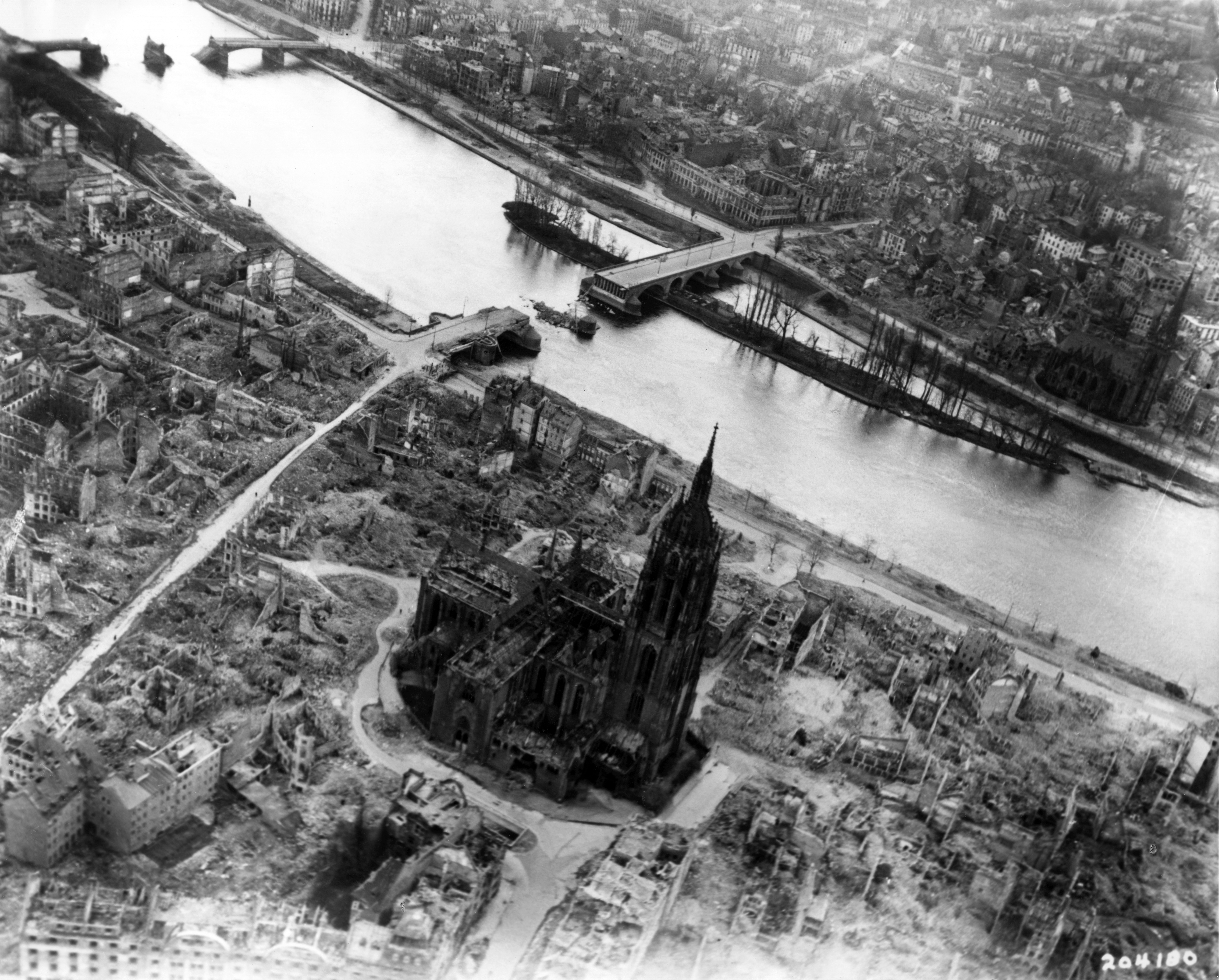
1945年3月轰炸后法兰克福大教堂附近的地区

1942年2月14日，英国向空军轰炸机司令部发布了区域轰炸指令。轰炸的重点是“敌方平民，特别是士气”。虽然从未明确宣布，但这是英国最接近宣布无限制空中轰炸的一次——第22号指令说“因此，你有权不受限制地使用你的部队”，然后列出了一系列主要目标，包括多特蒙德、埃森、杜伊斯堡、杜塞尔多夫和科隆。次要目标包括布伦瑞克、吕贝克、罗斯托克、基尔、汉诺威、法兰克福、曼海姆、斯图加特和施韦因富特。该指令指出，“现在的行动应侧重于敌方平民，特别是士气”。为避免出现任何混淆，查尔斯·波尔特爵士于2月15日写信给空军元帅诺曼·博托姆利，“……我想很明显，目标点将是建成区，而不是造船厂或飞机工厂”。工厂将不再是目标。
第一次真正的轰炸发生在1942年3月28日至29日晚，当时234架飞机轰炸了吕贝克港。选择这个目标并不是因为它是一个重要的军事目标，而是因为它被认为特别容易受到攻击——用哈里斯的话说，它“建造得更像一个比城市还轻的火”。旧木结构燃烧良好，突袭摧毁了市中心的大部分地区。几天后，罗斯托克也遭遇了同样的命运。

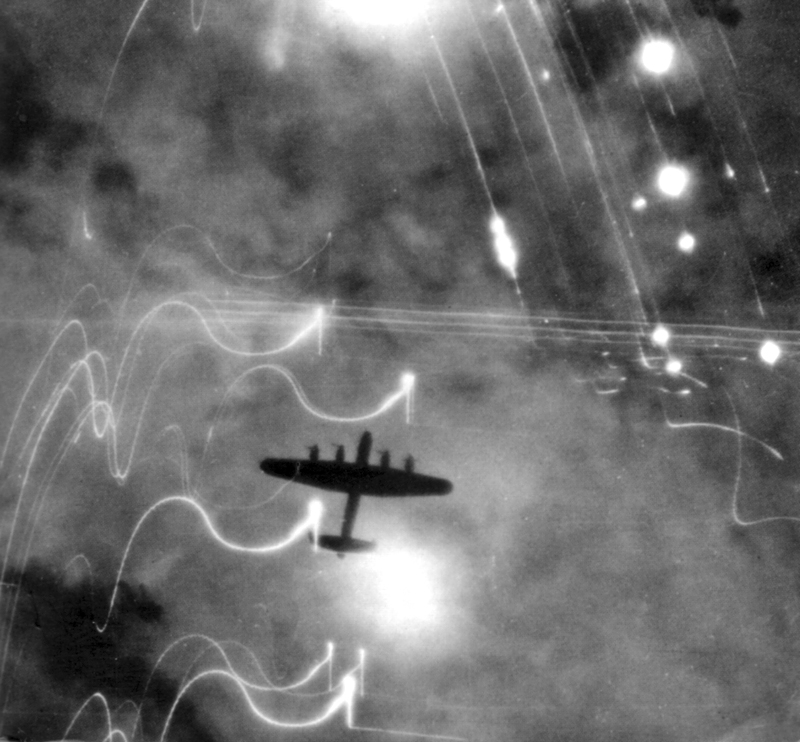
汉堡大轰炸中的一架蘭開斯特轟炸機

在空战的这个阶段，区域轰炸最有效和最具破坏性的例子是“千人轰炸”。轰炸机司令部通过组织和征召尽可能多的飞机，能够集结非常庞大的部队，然后攻击一个地区，压倒防御。飞机将交错飞行，以便它们能够连续到达目标上空：“轰炸机流”的新技术。
1942年5月30日，0时47分至2时25分，在“千年行动”中，1046架轰炸机向科隆投掷了2000多吨高爆弹和燃烧弹，由此引发的大火将其彻底烧毁。造成的损害是广泛的。在海拔20000英尺的600英里外可以看到大火。约3300所房屋被毁，10000所房屋受损。12000场大火肆虐，摧毁了36家工厂，另有270家工厂受损，45000人无家可归。只有384名平民和85名士兵死亡，但数千人撤离了这座城市。轰炸机司令部损失了40架轰炸机。
在埃森和不来梅又进行了两千次轰炸机袭击，但都没有像科隆和汉堡的破坏规模那样彻底动摇双方。使用重磅炸弹（炸毁屋顶）和燃烧弹（在暴露的建筑物中生火）的大规模袭击在一些城市造成了火灾风暴。其中最极端的例子是蛾摩拉行动、美国陆军航空队和英国皇家空军对汉堡的联合袭击（45000人死亡）、对卡塞尔的袭击（10000人死亡），对达姆施塔特的袭击（12500人死亡）；对普福尔茨海姆的袭击（21200人死亡）。
根据《毁灭的代价：纳粹经济的形成与瓦解》中的说法，1943年3月鲁尔轰炸期间，轰炸机进攻达到了一个转折点。在五个多月的时间里，共投掷了34000吨炸弹。突袭后，钢铁产量下降了20万吨，短缺40万吨。斯佩尔承认，英国皇家空军正在打击正确的目标，突袭严重打乱了他增加产量以满足日益增长的消耗需求的计划。1943年7月至1944年3月，飞机产量没有进一步增加。
1943年汉堡大轰炸也产生了令人印象深刻的结果。对虎I重型坦克生产和德国国防军最强大的两用火炮88毫米火炮生产的攻击意味着两者的产量都“倒退了几个月”。除此之外，约62%的人口无家可归，造成了更多的困难。然而，英国皇家空军轰炸机司令部被哈里斯对战争胜利的渴望分散了注意力，并试图在1944年春季之前摧毁柏林并结束战争，但无功而返。
1943年10月，哈里斯敦促政府就轰炸行动的目的向公众诚实。对哈里斯来说，他在汉堡的完全成功证实了他的方法的有效性和必要性，他敦促：
轰炸机联合进攻的目的……应该明确地说，这是对德国城市的破坏，对德国工人的杀害，以及对整个德国文明生活的破坏。……房屋、公共设施、交通和生命的破坏，前所未有规模的难民问题的产生，以及由于害怕延长和加强轰炸而导致的国内和前线士气的崩溃，都是我们轰炸政策的既定目标。它们不是打击工厂的副产品。
美國戰略轟炸調查團发现，从9月23日开始，对多特蒙德-埃姆斯运河和中德运河的袭击给莱茵河带来了巨大的交通问题。它对货物运输，特别是德国经济所依赖的煤炭运输产生了直接影响；在没有额外努力的情况下，到1945年2月，铁路运输（竞争煤炭）的出货量减少了一半以上，到3月，“除了有限的地区，煤炭供应已经消除。”
1945年3月12日，多特蒙德遭受了1108架飞机的毁灭性轰炸，其中包括748架兰开斯特、292架哈利法克斯、68架蚊式轟炸機，这是整个第二次世界大战期间对单一目标的创纪录袭击。4800多吨炸弹通过市中心和城市南部投掷，摧毁了98%的建筑物。

#### 英国的其它努力
“惩戒行动”旨在通过削弱鲁尔地区的水力发电和运输来破坏德国的工业生产。德国还建造了大型夜间诱饵，如克虏伯诱饵基地，这是埃森克虏伯钢铁厂的德国诱饵基地。在第二次世界大战期间，它的设计是为了将盟军的空袭从军工厂的实际地点转移。
1943年8月的九头蛇行动试图摧毁德国在远程火箭方面的工作，但只推迟了几个月。随后的努力针对的是法国的复仇武器发射场。

### 美国在欧洲的轰炸
1942年中，美国陆军航空军抵达英国，对英吉利海峡进行了几次突袭。美国第八航空队的B-17轰炸机被称为“飞行堡垒”，因为它们有10到12挺机枪的重型防御武器——最终每架轰炸机最多有13挺12.7毫米口径的“轻型枪管”勃朗宁M2重机枪——以及重要位置的装甲。部分原因是它们的武器和装甲更重，携带的炸弹比英国轰炸机小。鉴于所有这些，美国空军在华盛顿特区和英国的指挥官采取了与德国空军正面作战的策略，通过相互防御的轰炸机进行越来越大的空袭，白天在德国、奥地利和法国上空的高海拔飞行。此外，美国政府及其陆军航空兵指挥官都不愿不加选择地轰炸敌方城镇。他们声称，通过使用B-17和诺顿瞄准器，美国空军应该能够对德国战争机器至关重要的地点进行“精确轰炸”：工厂、海军基地、造船厂、铁路厂、铁路枢纽、发电厂、钢铁厂、机场等。
1943年1月，在卡萨布兰卡会议上，双方同意英国皇家空军轰炸机司令部对德国的行动将由美国空军在一项名为“空白行动”的联合作战进攻计划中加强。英国空军参谋长、皇家空军元帅查尔斯·波尔特爵士负责英国和美国轰炸机行动的“战略方向”。卡萨布兰卡指令的文本写道：“你的主要目标是逐步摧毁和扰乱德国的军事、工业和经济体系，削弱德国人民的士气，使他们的武装抵抗能力受到致命削弱。”在1943年3月4日的联合战略轰炸攻势开始时，669架英国皇家空军和303架美国陆军航空队重型轰炸机可用。

P-51野马战斗机，第八航空队第375战斗机中队

1943年末，美国的战略空袭在施韦因富特突袭中表现出来。虽然袭击使用了战斗箱和装配舰，但无人护航的轰炸机编队无法与德国战斗机匹敌，造成了致命的伤亡，迫使第八航空队停止了在德国的空中行动，直到1944年投入使用一架远程战斗机，P-51战斗机的航程可以飞到柏林。
美军领导人在大部分时间里坚持对军事目标进行“精确轰炸”的观点，并驳斥了只轰炸城市的观点。然而，欧洲的天气恶劣，目标能见度低。1943年12月，美国第八航空队接收了第一套H2X雷达。在前六架飞机抵达后的两周内，第八指挥部允许他们使用H2X对一座城市进行区域轰炸，平均每周授权一次类似的袭击，直到欧洲战争结束。
第二次世界大战的日间轰炸被称为“精确轰炸”，因为大多数炸弹都落在铁路调车场等指定目标附近。传统上，空军将瞄准点周围半径300米的圆指定为“目标区域”。虽然战争期间精度有所提高，但研究表明，总体而言，实施精确轰炸的炸弹中只有大约20%落在这个区域内。1944年秋天，第八航空队投掷的所有炸弹中只有7%击中了目标点三百米以内。
然而，大规模的轰炸最终足以造成严重破坏，并迫使德国转移军事资源并进行反击。德国战斗机和88毫米高射炮从东部和西部前线转移是盟军战略轰炸行动的重要结果。
为了提高美军的燃烧弹轰炸，所以仿制了一个的德国村庄，并多次被烧毁。它包含德国住宅的全尺寸复制品。事实证明，燃烧弹袭击很成功，1943年7月，英国皇家空军和美军对汉堡发动了一系列袭击，大约5万平民死亡，城市大部分地区被毁。
随着驻扎在意大利的第十五空军到来，美军在欧洲的指挥权被合并为美国驻欧洲战略空军（USSTAF）。随着野马战斗机的加入，以及第八航空队对战斗机战术的重大改变，旨在从1944年初开始确保美国在白天对德国的制空权，联合轰炸机攻势得以恢复。规划者们在一次被称为“大周”（1944年2月20日至25日）的行动中瞄准了德国空军，并取得了辉煌的成功：在德国空军对英格兰的斯坦博克行动（“婴儿轰炸”）中，造成的德国空军损失惨重。由于对美国空军战术的主要防御手段遭受了如此严重的损失，德国规划者被迫匆忙分散工业，而白天的战斗机永远无法及时完全恢复。
1944年3月27日，联合参谋长委员会发布命令，将包括战略轰炸机在内的欧洲所有盟军空军的控制权授予盟军最高司令德怀特·D·艾森豪威尔将军，艾森豪威尔将军将指挥权委托给副手空军元帅亚瑟·泰德。包括丘吉尔、哈里斯和卡爾·安德魯·斯帕茨在内的一些高级人物对这一命令表示抵制，但经过一番辩论，控制权于1944年4月1日移交给了盟軍遠征部隊最高司令部（SHAFF）。当联合轰炸机攻势于4月1日正式结束时，盟军飞行员正在实现对整个欧洲的空中优势。在继续进行一些战略轰炸的同时，美国空军和英国皇家空军将注意力转向了支持诺曼底登陆的战术空战。直到9月中旬，对德国的战略轰炸行动才再次成为美国战略空军的首要任务。
战略轰炸演变为白天由美国陆军航空队实施，而夜间由英国皇家空军为对德国工业区，特别是鲁尔区实施的大规模轰炸，随后对汉堡、卡塞尔、普福尔茨海姆、美因茨等城市的直接轰炸，以及经常受到争议的德累斯顿轰炸。
据称，在德国投掷的炸弹中大约有10%未爆炸。

### 战争后期对荷兰的轰炸
荷兰于1940年5月15日投降，德国空军于5月10日至14日轰炸了多个荷兰城市，造成1250-1350名公民死亡。然而，泽兰在比利时和法国军队的协助下继续抵抗德国的占领，德国空军于5月17日再次轰炸米德尔堡。
德国占领荷兰期间，盟军在荷兰进行了大约600次战略轰炸。大多数情况下没有造成平民死亡，但由于袭击造成的破坏，许多幸存者无家可归。在1940年5月至1945年5月期间，共有约10000名荷兰平民死于盟军空袭。

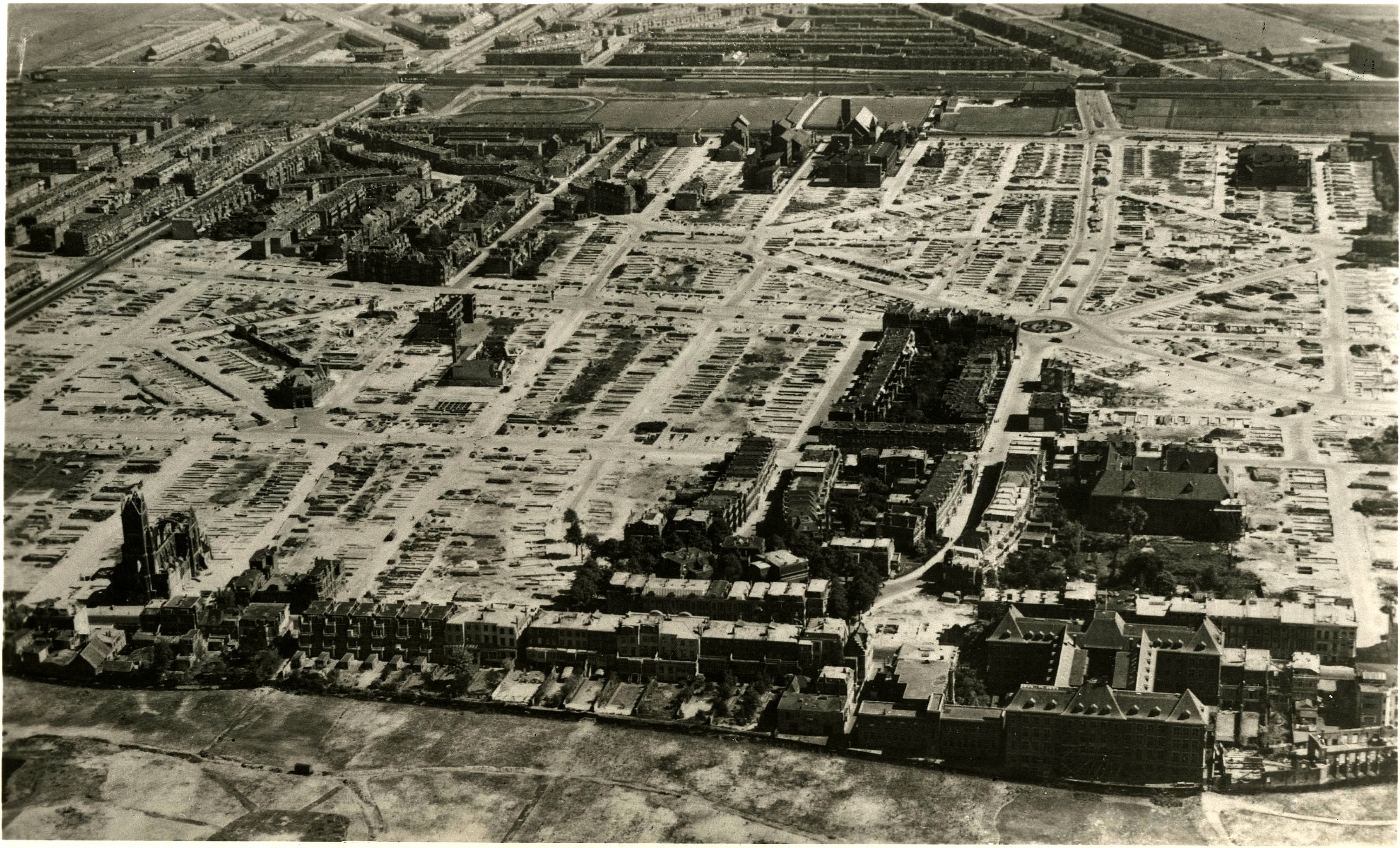
英国皇家空军于1945年3月3日误炸了海牙贝祖登豪特

盟军空袭荷兰的大部分损失是由于误炸造成的，最初目标包括德国占领的工厂、交通设施、人口登记处、黨衛隊保安處以及边境的德国城市。盟军在轰炸时通常保持克制。造成最大损害的往往是决策失误。阿姆斯特丹、布雷肯斯、登海尔德、鹿特丹和海牙等城市因瞄准不够准确而遭受了巨大的平民损失和轰炸破坏。有时目标太小，因此“附带损害”的风险很高，对小目标的袭击仍然相对有限。
德军利用荷兰海岸对英国城市发动火箭袭击。这是盟军对荷兰展开空袭的另一个原因，造成了荷兰最致命的平民伤亡之一。1945年3月3日，英国皇家空军错误地轰炸了海牙市人口稠密的社区。英国轰炸机机组人员原本打算轰炸“海牙森林”地区，德军在那里部署了袭击英国城市的V-2火箭基地。然而，飞行员得到的坐标错误，因此轰炸机的导航仪器设置不正确。再加上雾和云层遮挡了视线，炸弹被投在了住宅区。轰炸共造成532名居民死亡，约30000人无家可归。
1944年至1945年战争后期，德国空军再次对多个荷兰城市展开轰炸，这些城市已经被盟军在市场花园行动中解放，而其它地区仍被德国占领。荷兰于1945年5月5日被盟军解放。

### 对罗马尼亚的轰炸

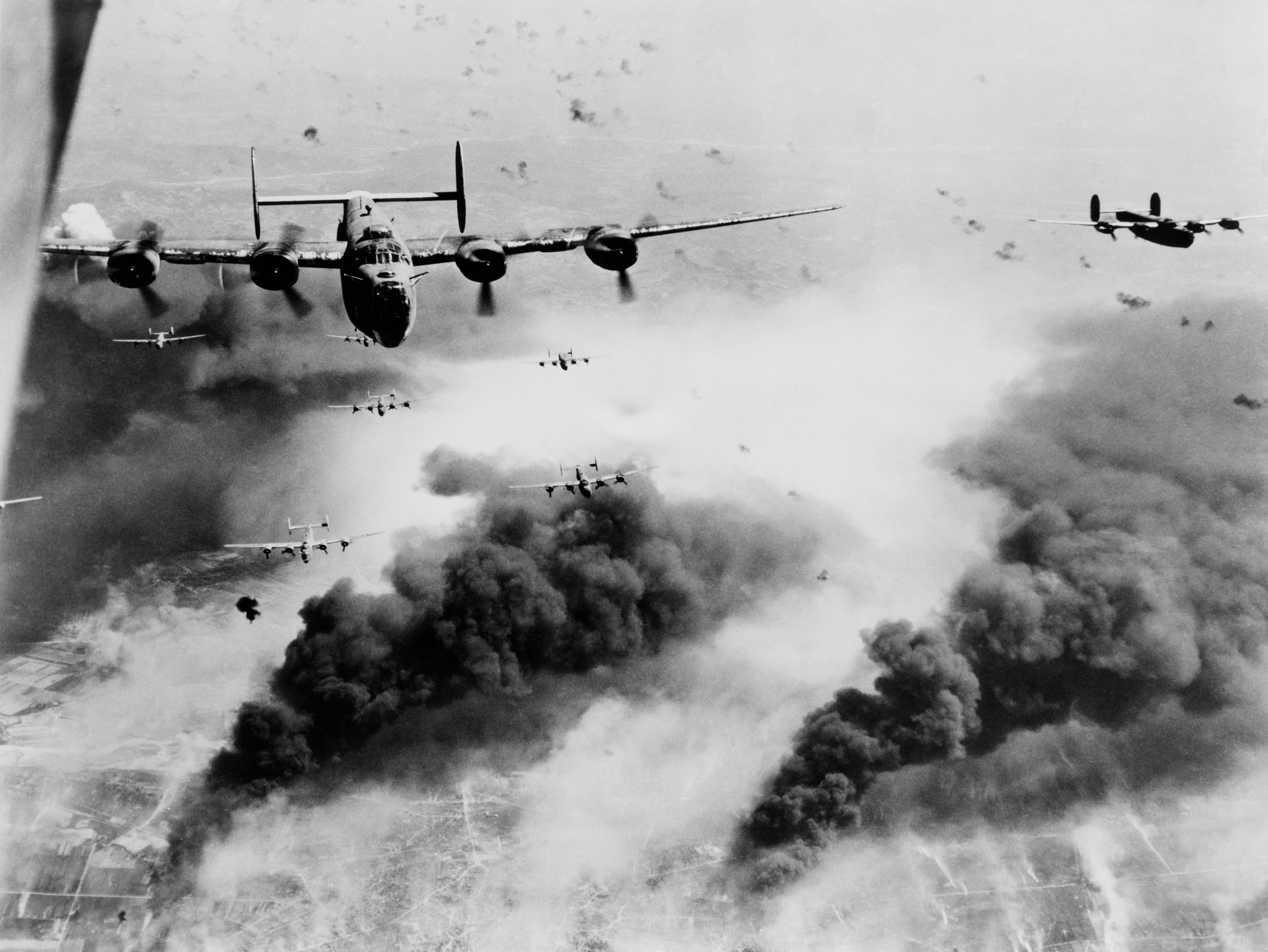
第15架空军B-24轰炸机穿过高射炮，飞越前几波轰炸机造成的破坏（罗马尼亚普洛耶什蒂，1944年）

1941年6月德国入侵苏联后不久对罗马尼亚展开第一次轰炸。在接下来的两个月里，苏联空军对卡罗尔一世大桥发动了几次袭击，摧毁了其中一座桥并损坏了一条输油管道。然而，克里米亚战役和局势恶化后，苏联停止了对罗马尼亚的轰炸。
1942年6月12日，美军对普洛耶什蒂的袭击中首次向罗马尼亚发动空袭（这是美国在欧洲执行的第一次轰炸任务）。13架B-24轰炸机在哈里·A·哈尔维森上校的指挥下，从埃及费耶德向黑海地区投掷了8枚炸弹，其中2枚投在康斯坦察，6枚投在普洛耶什蒂，6枚落在蒂萨尼，还有几枚投在希奥夫利西尼。共造成三人死亡，损失很小。1943年8月1日对普洛耶什蒂的轰炸（海啸行动）则造成了严重损失。海啸严重损坏了四家炼油厂，对三家炼油厂的影响较小；它损坏了普洛耶什蒂火车站，但对城市本身没有太大影响，坎皮纳受损则更严重。截至10月，660名美军被杀或被俘，石油出口超过了海啸行动前的水平。海啸行动造成约100名平民死亡，200人受伤。
1944年4月4日，英美轰炸机首次袭击布加勒斯特，主要目的是中断从罗马尼亚到东线战场的军事运输和德国的石油运输。布加勒斯特储存和分发了普洛耶什蒂的大部分精炼石油产品。对布加勒斯特的轰炸行动一直持续到1944年8月，在国王迈克尔一世对扬·安东内斯库发动政变后罗马尼亚加入同盟国。针对布加勒斯特的行动导致数千栋建筑被毁，9000多人伤亡。二战期间对罗马尼亚的轰炸共造成约7693名平民死亡，7809人受伤。
1944年8月23日政变后，德国空军开始轰炸布加勒斯特，试图推翻新政权。袭击从8月24日持续到26日，造成300多名平民伤亡，许多建筑物受损。

### 对意大利的轰炸

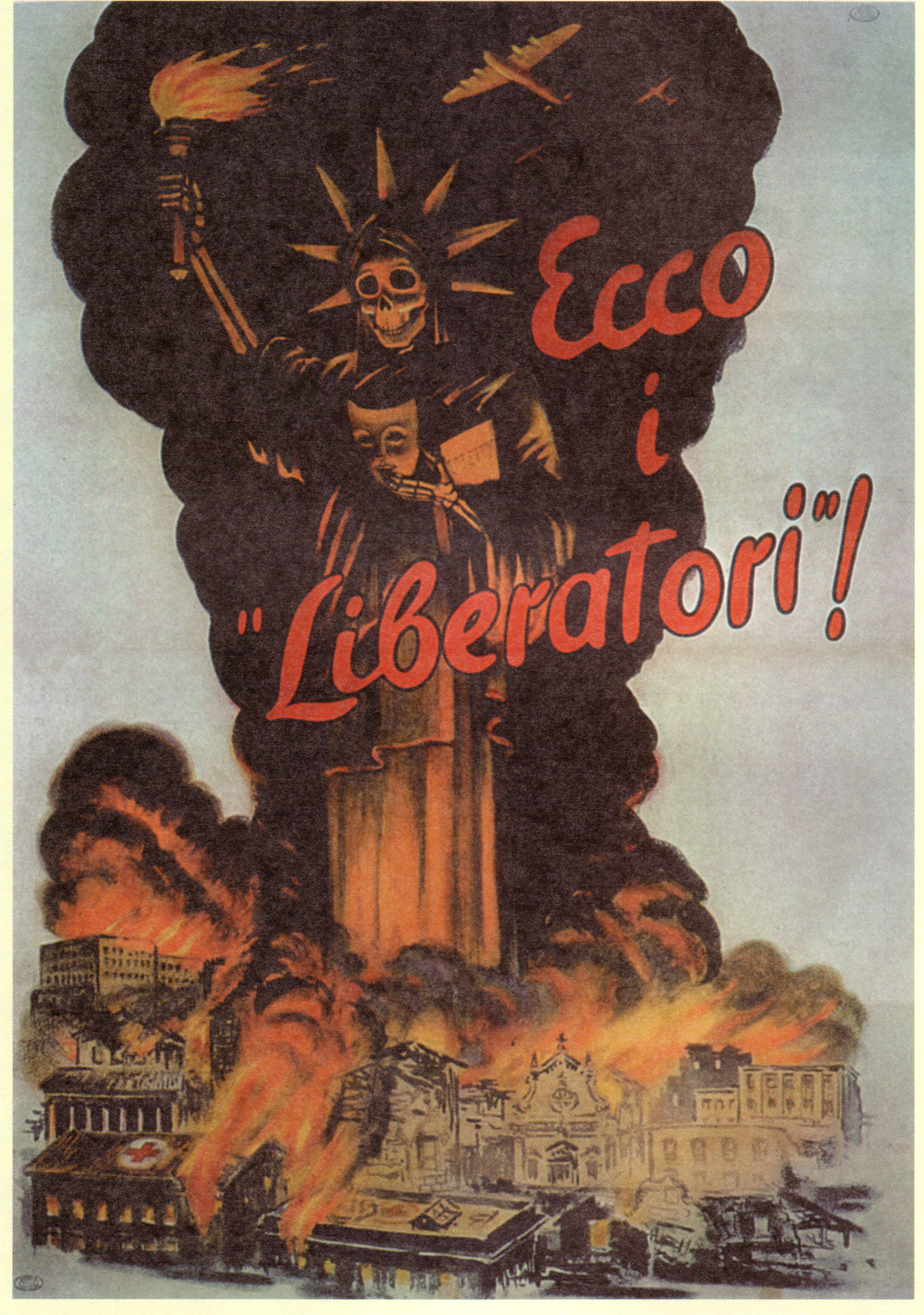
意大利社会共和国发布的宣传海报“看哪，解放者！”，自由女神像有一个头骨

意大利在战争期间一直遭到盟军的猛烈轰炸。在北意大利，针对工厂为主要目标的区域轰炸，只造成小规模的破坏和伤亡，英国皇家空军轰炸机司令部于1942年秋季对米兰、都灵和热那亚（“工业三角”）发动了第一次大规模区域轰炸。这三个城市都遭受了严重破坏，数百名平民伤亡，但影响不如德国严重，因为意大利城市的中心是砖石建筑，而德国城市的中心则是木制建筑。
1943年2月，米兰和都灵再次遭到轰炸；最猛烈的袭击发生在7月（295架轰炸机向都灵投掷了763吨炸弹，造成792人死亡）和8月（这三个城市都遭到轰炸，共有843架轰炸机向米兰投掷了2268吨炸弹，导致约900人伤亡）。这些袭击造成了广泛的破坏，大多数平民选择逃离。意大利唯一一个遭受区域轰炸的城市是拉斯佩齐亚，1943年4月，轰炸机司令部对其进行了猛烈轰炸，造成轻微伤亡，但造成了巨大破坏（45%的建筑被毁或严重受损）。
1944年和1945年，米兰、都灵和热那亚被美军轰炸，主要针对工厂。尽管如此，轰炸的不精确性导致了大片地区被破坏。到战争结束时，三座城市中每座城市约有30-40%的建筑被毁，米兰和都灵有半数面积被毁。都灵有2199人死亡，米兰有2200多人死亡。意大利北部的其他几个城市因美国空军轰炸而遭受严重破坏和人员伤亡，这些轰炸通常针对工厂，但往往造成误伤；其中博洛尼亚（2481人伤亡）帕多瓦（约2000人伤亡）里米尼（98%的城市被毁）特雷维索（1944年4月7日的轰炸中1600人死亡，80%的城市被毁）的的里雅斯特（1944年6月10日463人伤亡），维琴察（1944年11月18日317人伤亡）。
英国皇家空军在南意大利（比北部更频繁）进行小规模轰炸后，美国空军于1942年12月开始轰炸行动。爆炸主要针对港口、工厂和机场，但袭击的误差造成了广泛的破坏和平民伤亡；受影响最严重的城市包括那不勒斯（6000人伤亡）、墨西拿（超过三分之一的城市被摧毁）、雷焦卡拉布里亚、福贾（数千人伤亡）、卡利亚里（1943年2月的轰炸中有416名居民死亡，80%的城市被损坏或摧毁）、巴勒莫、卡塔尼亚和特拉帕尼（70%的建筑被损坏或毁坏）。
意大利中部在战争的前三年没有受到影响，但从1943年开始，它遭到了美国陆军航空队的猛烈轰炸，对许多城市造成了严重破坏（通常是由于轰炸的不准确），包括利沃诺（该市57%的地区被摧毁或损坏，1943年6月有500多人死亡）、奇维塔韦基亚、格罗塞托、特尔尼（1077人伤亡）、比萨（1738人伤亡）、佩斯卡拉（2200至3900人伤亡）、安科纳（1182人伤亡）、维泰博（1017人伤亡，1943年9月11日约有500人伤亡）和伊塞尔尼亚（1943年8月11日伤亡）。罗马曾多次遭到轰炸；历史中心和梵蒂冈幸免于难，但郊区遭受了严重破坏，造成3000至5000人伤亡。佛罗伦萨郊区也遭受了一些轰炸（1943年9月25日有215人死亡），而历史中心没有遭到轰炸。威尼斯从未遭到轰炸。
在达尔马提亚，意大利的扎拉飞地遭受了大规模轰炸，摧毁了该市60%的面积，并导致20000名居民中约1000人死亡，促使大多数人口逃往意大利大陆（该镇后来被南斯拉夫吞并）。
除罗马、威尼斯、佛罗伦萨、乌尔比诺和锡耶纳外，大多数意大利文化遗产和基础设施遭到破坏。

### 对法国的轰炸

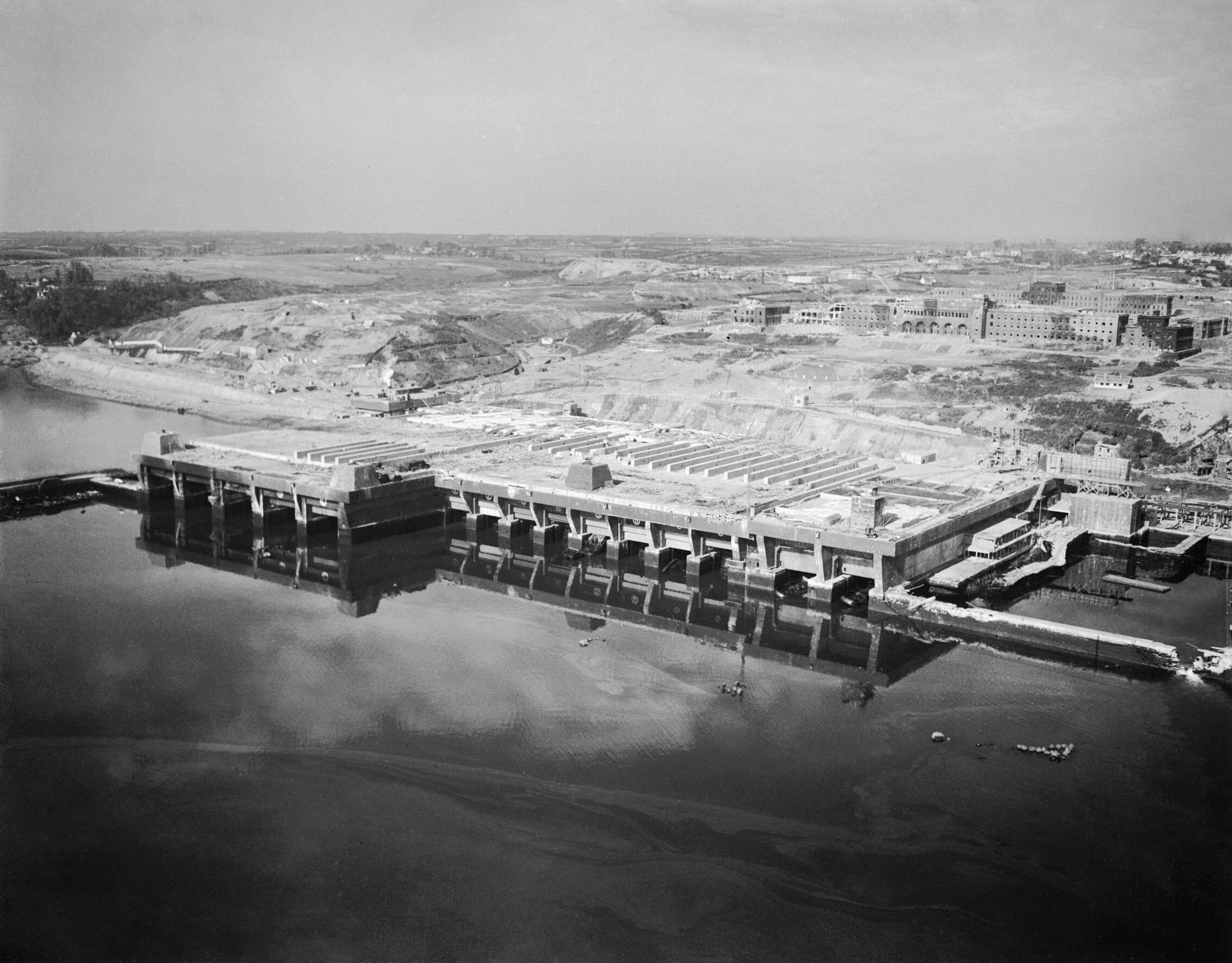
盟军轰炸后，德国占领了法国布雷斯特的潜艇基地

1940年，英国皇家空军袭击了法国和比利时的港口，并击沉了德国为入侵英国而集结的大量船只。法国的大西洋港口是德国水面舰艇和潜艇的重要基地，而法国工业为德国发动的战争做出了重要贡献。
1944年之前，盟军轰炸了法国的工业区。包括1942年3月对布洛涅-比扬古雷诺工厂以及1943年9月对南特港口设施的袭击（1500名平民死亡）。盟军为了准备在诺曼底和法国南部的登陆，1944年5月和6月，法国皇家空军和美国陆军航空队对法国基础设施（主要是铁路运输）进行了密集攻击。虽然法国抵抗运动提供了情报，但许多平民区被误炸。包括马赛（2000人死亡），里昂（1000人死亡）、圣埃蒂安、鲁昂、奥尔良、格勒诺布尔、尼斯、巴黎和周边地区（1000多人死亡）等城市。自1941年以来，自由法国空军在国家领土上作战时，曾选择更具风险的掠过战术，以避免平民伤亡。1945年1月5日，英国轰炸机袭击了罗扬的“大西洋口袋”，摧毁了这座城市85%的面积。后来，在4月从纳粹占领下解放之前，使用凝固汽油弹进行了一次突袭。该市的3000名平民中，442人死亡。
盟军的战略轰炸造成的法国平民伤亡占1942年至1945年盟军行动中67000名法国平民死亡人数的一半；其余平民在诺曼底战役的战术轰炸中丧生。1940年至1945年间，英国和美国空军在欧洲投掷的炸弹中有22%在法国。直到1944年9月，港口城市勒阿弗尔在战争期间被132次轰炸摧毁（5000人死亡）。它由建筑师奥古斯特·佩雷重建，现在是世界遗产。

### 苏联的战略轰炸
1941年夏天，苏联对罗马尼亚的油田发动了第一次进攻性轰炸。为了反击1941年7月21日至22日对莫斯科的突袭，苏联海军航空兵在8月7日至8日晚以及9月3日至4日对德国柏林以及其它地区发动了七次突袭。袭击由4至15架飞机组成，执行任务的飞机是新型Pe-8轟炸機。除了30吨炸弹外，苏联空军还投掷了约瑟夫·斯大林演讲的传单。1941年，苏联共派出549架远程轰炸机入侵德国领土。
1942年3月，苏联的战略轰炸部队改组为远程空军，于8月26日至29日空袭柏林，9月9日至10日晚再次出动212架飞机。8月24日首次袭击赫尔辛基，9月4日至5日和9日至10日袭击布达佩斯，9月13日至14日袭击布加勒斯特。德国占领的波兰城市克拉科夫和华沙也是轰炸目标，但主要轰炸军事目标。1942年，对德国一共出动1114架次。1943年3月，战略轰炸发生了改变：为库尔斯克会战做准备时，轰炸机瞄准了后方的德国铁路。4月，远程空军扩大到8个航空军和11个独立师，共有700架飞机。库尔斯克准备工作结束后，苏联于4月将注意力转向东普鲁士的行政和工业目标。苏军出动了920架飞机，投掷了700吨炸弹。在其中一次袭击中，苏军在柯尼斯堡投下了战争中最大的炸弹，一枚11000磅重的武器。
1943年，苏联试图给外界一种空军与西方合作的印象。1944年2月，苏军再次转移轰炸目标，目标是迫使芬兰和匈牙利停战。赫尔辛基在2月6日至7日晚遭到733架轰炸机的袭击，15日至16日遭到367架轰炸机的打击，25日至26日遭到850架轰炸机的攻击。总共投掷了2386吨炸弹。9月13日至20日，布达佩斯连续四个晚上被1129架轰炸机投下总计8000吨的炸弹。1944年，苏联出动4466架次进入敌方领土。12月，远程空军改组为第18航空军。
第18航空军的主要任务是支援对德国的最后攻势，但它也对柏林、布雷斯劳、但泽和柯尼斯堡展开空袭。战争期间，共有7158架苏联飞机向德国投掷了6700吨炸弹，占苏联轰炸机架次的3.1%，占盟军对德国占领区所有“战略”架次的0.5%，占所有投掷炸弹的0.2%。
战后，苏联和东德的历史学家声称，苏联的战略轰炸行动受到伤害平民的道德束缚。轰炸理论家瓦西里·克里平的理论影响了苏联的早期战略轰炸指导方针（1936年），他反对了西方提倡的恐怖轰炸。西班牙内战也使苏联政府认为，当与地面部队密切合作时，空军是最有效的。但战后瓦西里·索科洛夫斯基元帅承认，如果苏联有能力，他们愿意发动战略轰炸攻势。事实上，苏联从未将飞机生产转向远程轰炸机，除了本土设计生产的Pe-8轟炸機外，苏军并未有足够的力量发动战略空袭。东线战争也要求空军和地面部队之间展开更密切的合作。

### 盟军战略轰炸的有效性
战略轰炸因为其不可预测的效果而受到批评。战略轰炸对目标群体实施的极端措施可能会适得其反，包括解放非必要劳动力以填补战争工业短缺。
对战略轰炸的有效性的大部分质疑来自德国工业产值在整个战争期间都有所增加的事实。一系列原因有助于提高德国的物资产量，其中包括：生产线的持续发展，限制了相互竞争的设备型号，政府强制共享生产技术，改变了合同定价方式，并实施了积极的工人改革计划。与此同时，扩大军队规模使经验丰富的人才从工厂流失、接纳没有经验的工人、淘汰不合格的工人以及强迫劳动的问题。战略轰炸未能减少德国的战争生产。没有足够的信息来确定轰炸行动可能限制了多少额外的潜在工业增长。然而，对基础设施的攻击正在发生。对德国运河和铁路的袭击使军需供应变得困难。
第二次世界大战的石油战役取得了成功，为1945年德国的战败做出了巨大贡献。即使轰炸发生在战争后期，但德国很快就因此被击败。
德国认为盟军的轰炸削弱了德国的军工。施佩尔在战争期间表示，轰炸造成了严重的生产问题。U型潜艇舰队司令卡尔·邓尼茨上将在回忆录中指出，未能使XXI级潜艇投入使用完全是轰炸的结果。根据美國戰略轟炸調查團的报告显示，战略轰炸作为一项重大军事行动，但在1942年12月至1943年6月期间，“对建筑的袭击并不严重，只会造成不必要的麻烦”，直到1944年11月，XXI级潜艇和XXIII級潛艇的延期服役“不能归咎于空袭”，然而，“1945年冬末春初的袭击确实关闭了或几乎关闭了五个重要设施，包括汉堡的布洛姆和沃斯工厂”。
亚当·图泽认为，许多轰炸效果的消息来源都是西方盟国“在战斗分析后高度自我批评的”。在《毁灭的代价》一书中，他认为了轰炸是有效的。理查德·奥弗里认为，战略轰炸消耗了德国可能用于东线作战的大部分资源；根据奥弗里的说法，在1943年和1944年，三分之二的德国战斗机被用来抵御盟军的轰炸机，奥弗里认为这对德国空军来说是严重阻碍，它阻止了德国对苏联的轰炸行动，而这样的空袭在战争初期就对苏联造成了巨大的破坏。奥弗里还表示，到1943年底，75%的88毫米高射炮被用于防空，大部分高射炮无法用于东线的反坦克作战。奥弗里还估计，英国在战略轰炸上花费了大约7%军费，他得出的结论认为这并不是浪费资源。

### 对士气的影响

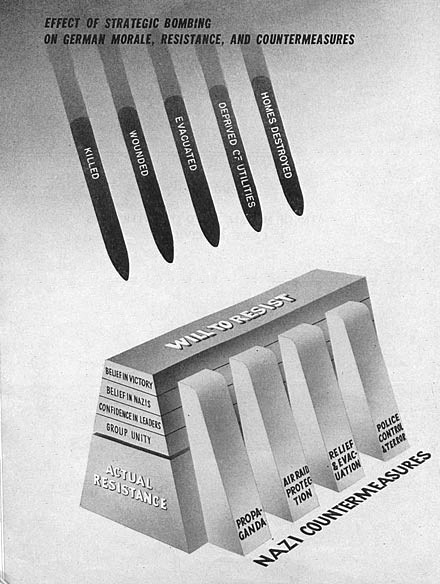
1945年战略轰炸对德国士气的影响图 摘自美国战略轰炸调查团

虽然轰炸旨在“打击敌人的意志”，但相反的情况经常发生。在战争初期，英国的士气并没有在德国的轰炸和空袭中崩溃。英国人民在战争期间继续正常工作，食物和其它物资的供应在战争期间基本保持稳定。
约翰·巴克利教授表示，轰炸对德国士气的影响巨大。大约三分之一受到轰炸威胁的城市根本没有任何保护。一些大城市有55%-60%的住宅被毁。大规模疏散600万平民是解决方案的一部分，但轰炸对士气产生了严重影响，因为德国家庭被迫分开生活在困难的条件下。到1944年，20-25%的缺勤率并不罕见，在战后分析中，91%的平民表示轰炸是他们最难以忍受的困难，也是士气崩溃的关键因素。美国战略轰炸调查得出的结论是，轰炸并没有提振士气，反而严重打击了士气；在被轰炸的地区，宿命论、冷漠和失败主义很明显。德国空军被指责没有防御盟军的袭击，对纳粹政权的信心下降了14%。到1944年春天，约75%的德国人认为由于轰炸的强度，战争已经失败。
巴克利认为，在阿尔伯特·施佩尔被任命为纳粹德国军备部长后，德国的战时经济确实大幅提高，“但由于总产量增加，轰炸没有造成实际影响是不可能的”。轰炸确实对德国的生产力造成了严重损害。坦克和飞机的产量虽然在1944年达到了新的生产水平，但比计划低了三分之一，1945年德国的飞机产量计划为80000架，“如果不受盟军轰炸的阻碍，德国的产量将大幅上升”。
马克斯·黑斯廷斯和诺布尔·弗兰克兰，都认为轰炸对士气的影响有限。英国战略轰炸调查团（BBSU）表示，“将城镇视为区域攻击的单位目标的政策背后的基本前提，即德国经济体系得到了充分扩展，是错误的。”BBSU指出，这是因为官方对德国战争产量的估计“比真实数字高出100%以上”。BBSU总结道：“没有任何证据表明对（德国）战争生产有累积影响，很明显，随着（轰炸）攻势的推进……对战争生产的影响逐渐减小（并且）没有达到显著效果。”

### 1939-1945年盟军轰炸统计
根据美国战略轰炸调查团的报告，1939年至1945年，盟军轰炸机在德国投掷了1415745吨炸弹（占欧洲战场投掷炸弹总吨位的51.1%），在法国投掷了570730吨炸弹（20.6%），在意大利投掷了379565吨炸弹（13.7%），在奥地利、匈牙利和巴尔干半岛投掷了185625吨炸弹（6.7%），在其它国家投掷了218873吨炸弹（7.9%）。

### 伤亡

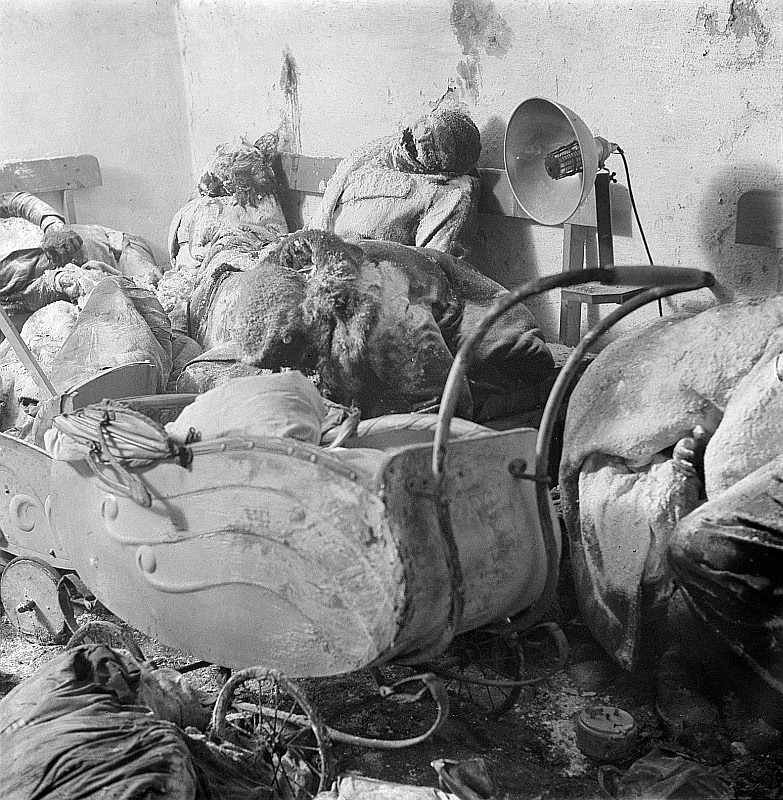
1945年2月13日盟军轰炸德累斯顿后造成的平民伤亡

战后，美国战略轰炸调查团审查了德国统计的傷亡人員，得出的结论是德国官方的空袭伤亡数据过低。调查估计德国至少有305000人因轰炸而死亡，至少有780000人受伤。大约750万德国平民流离失所。奥弗里在2014年估计，盟军对德国城市的轰炸共造成大约353000名平民死亡。除了战略轰炸调查中的保守估计外，盟军对德国的轰炸造成的死亡人数估计在40万至60万之间。60595名英国人死于德国轰炸，67078名法国人死于盟军轰炸。
1941年4月6日，贝尔格莱德遭到德国空军轰炸，超过17000人死亡。根据《牛津第二次世界大战的同伴》，“意大利投降后，盟军继续轰炸德国占领的北部地区，超过5万名意大利人在轰炸中丧生。”1957年国家统计研究所 (意大利)的一项研究表明，64354名意大利人死于空袭，其中59796人为平民。历史学家估计意大利发动的轰炸造成的平民伤亡大约在8万至10万之间。欧洲战场损失了超过16万名盟军飞行员和33700架飞机。

## 亚洲

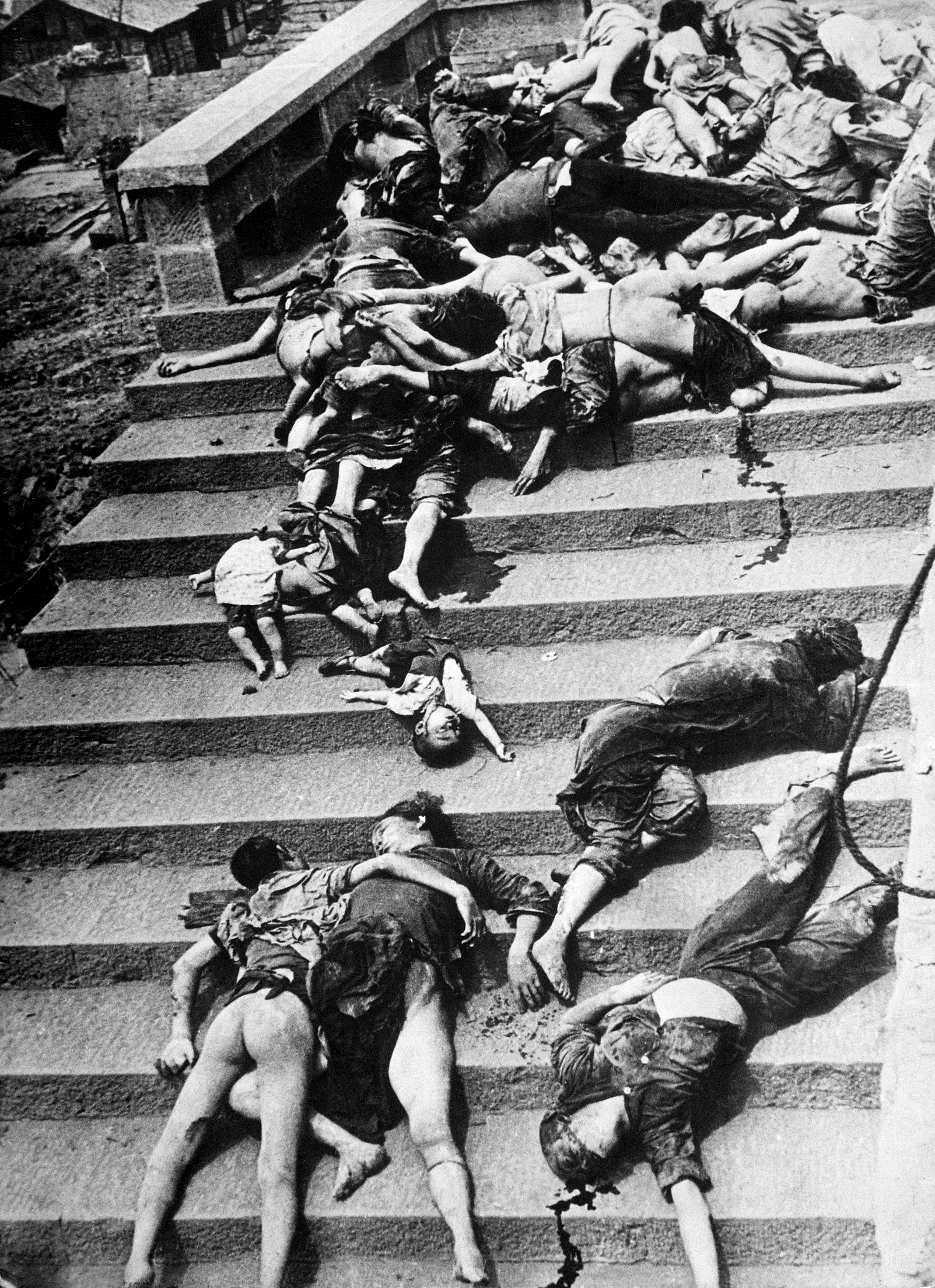
日本对中国重庆大轰炸期间一次大规模恐慌所造成的死者，1941年6月。

太平洋战争期间的战略轰炸行动大多数由日本和美国实施。英国曾计划等欧洲战争结束，就派遣一支由1000架重型轰炸机组成的战略轰炸部队(“老虎部队”)去远东；但直到太平洋战争结束，这一计划都未能实现。

### 日本实施的战略轰炸
日本的战略轰炸由日本帝國海軍航空隊以及日本帝國陸軍航空队实施。大多数轰炸是针对中国的大城市，如上海、武汉和重庆，其中对重庆的空袭从1938年2月持续至1943年8月，共实施大约5000次。

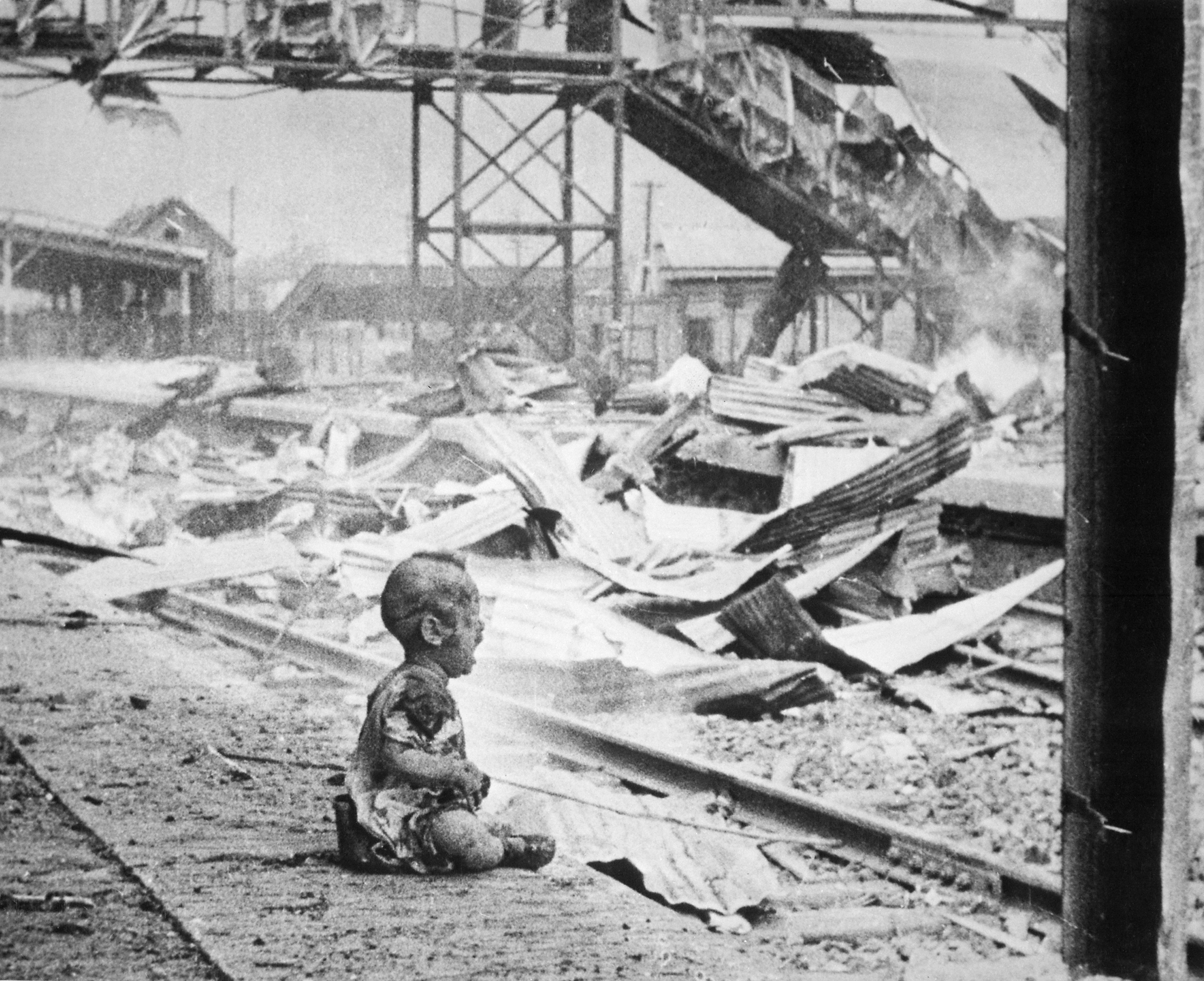
一张著名的照片，题为“血腥的星期六”，表现一个烧伤且吓坏了的婴儿，坐在被日本海军航空队炸毁的上海南火车站。

日本对南京和广州的轰炸分别开始于1937年9月22日及23日。轰炸引起了广泛的国际抗议，國際聯盟远东咨询委员会的一份决议谴责日本的轰炸。时任英国副外交大臣索尔兹伯里侯爵在他的个人声明中表示抗议：
当整个文明世界听说这些空袭的消息后，其所带来的深深的恐怖感难以用语言形容。这些空袭所轰炸的地点往往离真正的敌意区域很远。某些地方虽有军事目标，然而在空袭中貌似完全不是首当其冲的。看样子空袭的主要目的是通过无差别的屠杀平民来制造恐怖……——索尔兹伯里侯爵:135
日本于1941年对武装中立的美国珍珠港及瓦胡岛发动空袭。日本对菲律宾及澳大利亚北部（达尔文空袭，1942年2月19日）发动空袭。

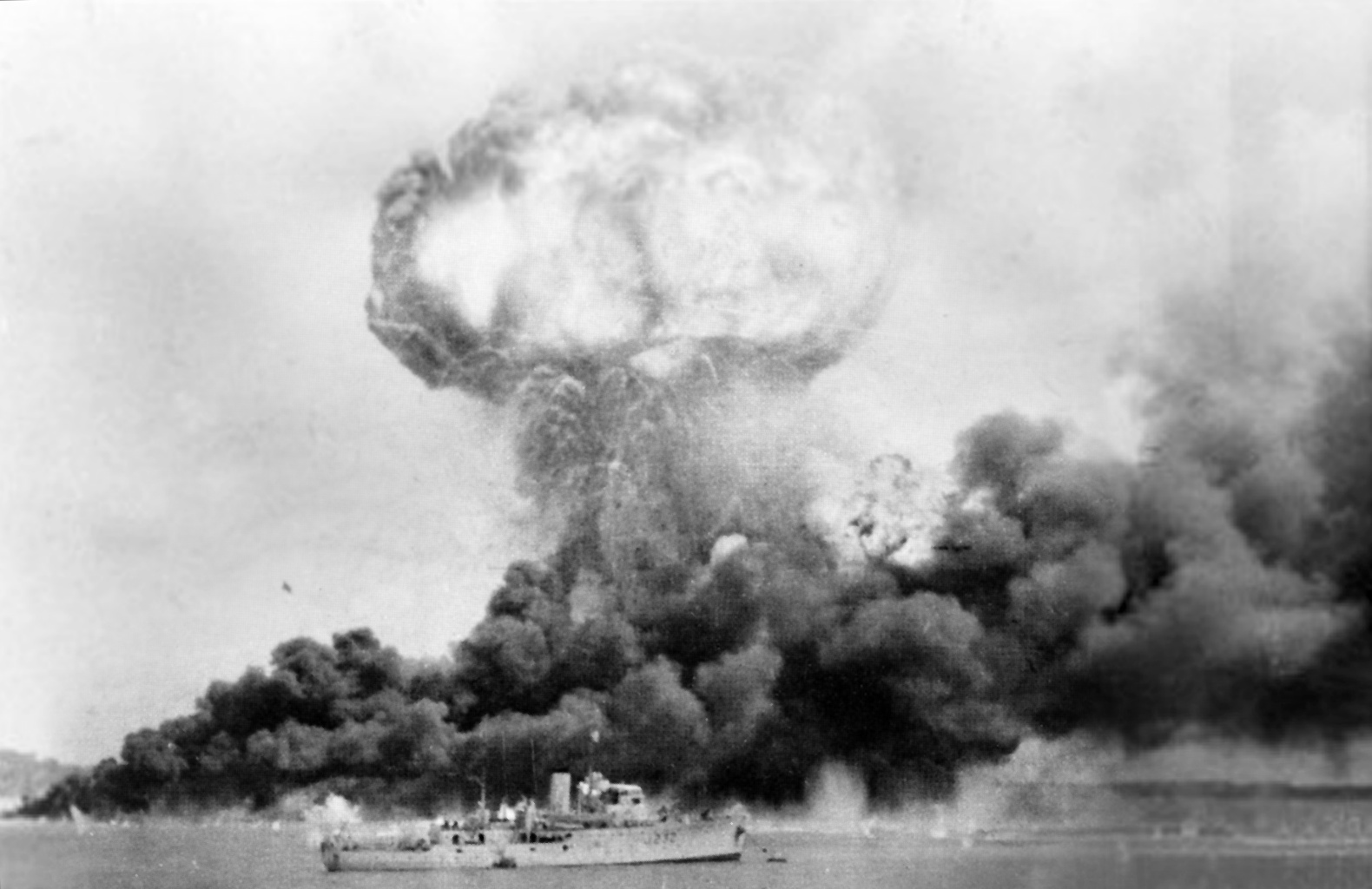
达尔文空袭是澳大利亚土地所曾遭受过的最大规模的单次攻击。

### 意大利的轰炸
1940年和1941年，意大利皇家空军试图破坏盟军的石油供应，使用CANT Z.1007轰炸机和萨沃亚·马尔凯蒂SM.82袭击了英国在中东的目标。从1940年6月意大利参战后的一年内，意大利袭击了英属巴勒斯坦托管地，主要目标是海法和特拉维夫的大型炼油厂和港口。伤亡最大的一次袭击发生在1940年9月9日，意大利对特拉维夫的空袭造成137人死亡。虽然意大利的轰炸主要目标是英属巴勒斯坦托管地，但在1940年10月19日的一次任务中袭击了位于巴林的炼油厂。

### 盟军对东南亚的轰炸
1941年12月8日日本入侵泰国后，泰国与日本签署了同盟条约，并向美国和英国宣战。盟军在二战期间向泰国投下了18583枚炸弹，造成8711人死亡，9616座建筑被毁。轰炸的主要目标是泰国首都曼谷，泰国农村地区几乎没有受到影响。
1942年8月，驻扎在中国南部的美国第十四航空队对法属印度支那展开了第一次空袭。1945年5月德国投降后，美国的轰炸规模开始扩大，到了7月，日本已经无法轰炸行动。美国已经完全获得制空权。
1944年至1945年，英国皇家海军东印度舰队对荷属东印度群岛发动了几次袭击，并且还轰炸了被日本占领的安达曼-尼科巴群岛。

### 美国对日本的轰炸
1944年底，美国开始对日本实施有效的战略轰炸，B-29超級堡壘轟炸機从马里亚纳群岛上的关岛和天宁岛起飞空袭东京。美军曾于1942年从大黄蜂号航空母舰上对日本本土发动一次空袭，并于1944年6月至12月从中国发动了无效的远程突袭。在战争的最后七个月里，燃烧弹轰炸使67个日本城市受到严重破坏，大约50万人死亡，500万人无家可归。据称，1945年3月裕仁天皇视察东京被轰炸的地区，是他参与和平进程的开始，五个月后日本投降。

#### 常规轰炸

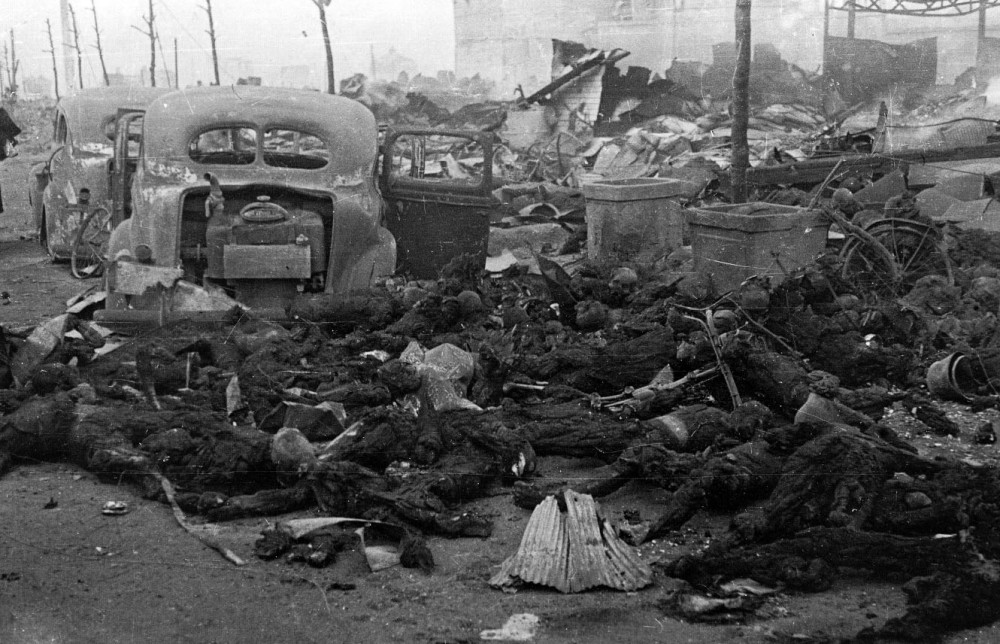
1945年3月10日，日本东京烧焦的平民尸体

美国对日本本土的第一次空袭是1942年4月18日的杜利特尔突袭，16架B-25米切尔型轰炸机从大黃蜂號航空母艦 (CV-8)上起飞，对横滨和东京等目标实施轰炸，然后飞往中国降落。这次空袭虽然是一个小规模军事行动，但也是一次重大的政治宣传胜利。由于飞机过早起飞，所以没有足够的燃料到达指定的着陆点，因此要么坠毁，要么被俘虏（一架飞机降落在苏联，机组人员被苏联扣押）。
轰炸日本的关键是B-29超级堡垒，其作战范围达到2400公里；投掷在日本本土的炸弹（14.7万吨）中，近90%由B-29轰炸机投掷。1944年6月15日，B-29从1500多英里外的成都起飞，这是B-29轰炸机对日本本土展开的第一次轰炸。轰炸的实用性不足：68架轰炸机中只有47架击中了目标区域。

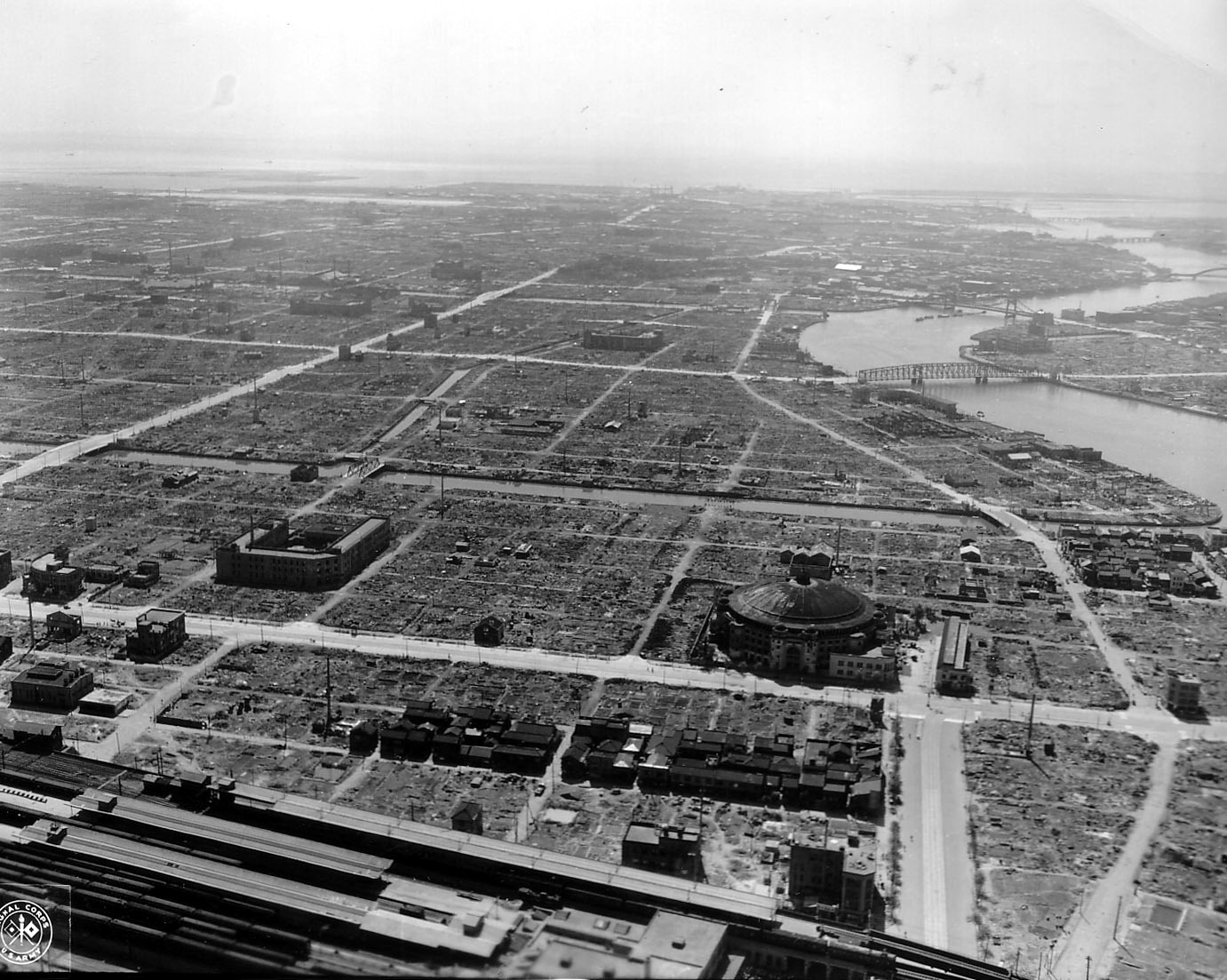
这张战后照片显示了东京墨田区几乎被夷为平地

美國第二十航空隊在XX轰炸机司令部的指挥下，从中国大陆对日本实施了轰炸，代号为马特霍恩作战。从中国起飞轰炸日本不是一个令人满意的行动，因为不仅中国空军基地难以供应物资，（物资是从印度通过“驼峰航线”运来的）而且从中国空军基地起飞的B-29轰炸机只有在用部分炸弹载荷换取炸弹舱油箱中的额外燃料的情况下才能到达日本。当海军上将切斯特·威廉·尼米兹的跳島戰術占领了距离日本足够近的太平洋岛屿，使其在B-29的射程内时，第二十航空队被分配到第二十一轰炸机司令部，该司令部对日本本土岛屿进行了更有效的轰炸。驻扎在马里亚纳群岛（主要是关岛和天宁岛）的B-29能够携带全部炸弹，并由货船和油轮提供补给。1944年11月24日B—29轰炸机首次从马里亚纳群岛起飞对日本本土发动空袭，88架飞机轰炸了东京。炸弹从大约10000米的高度投掷，据估计只有大约10%的炸弹命中了目标。

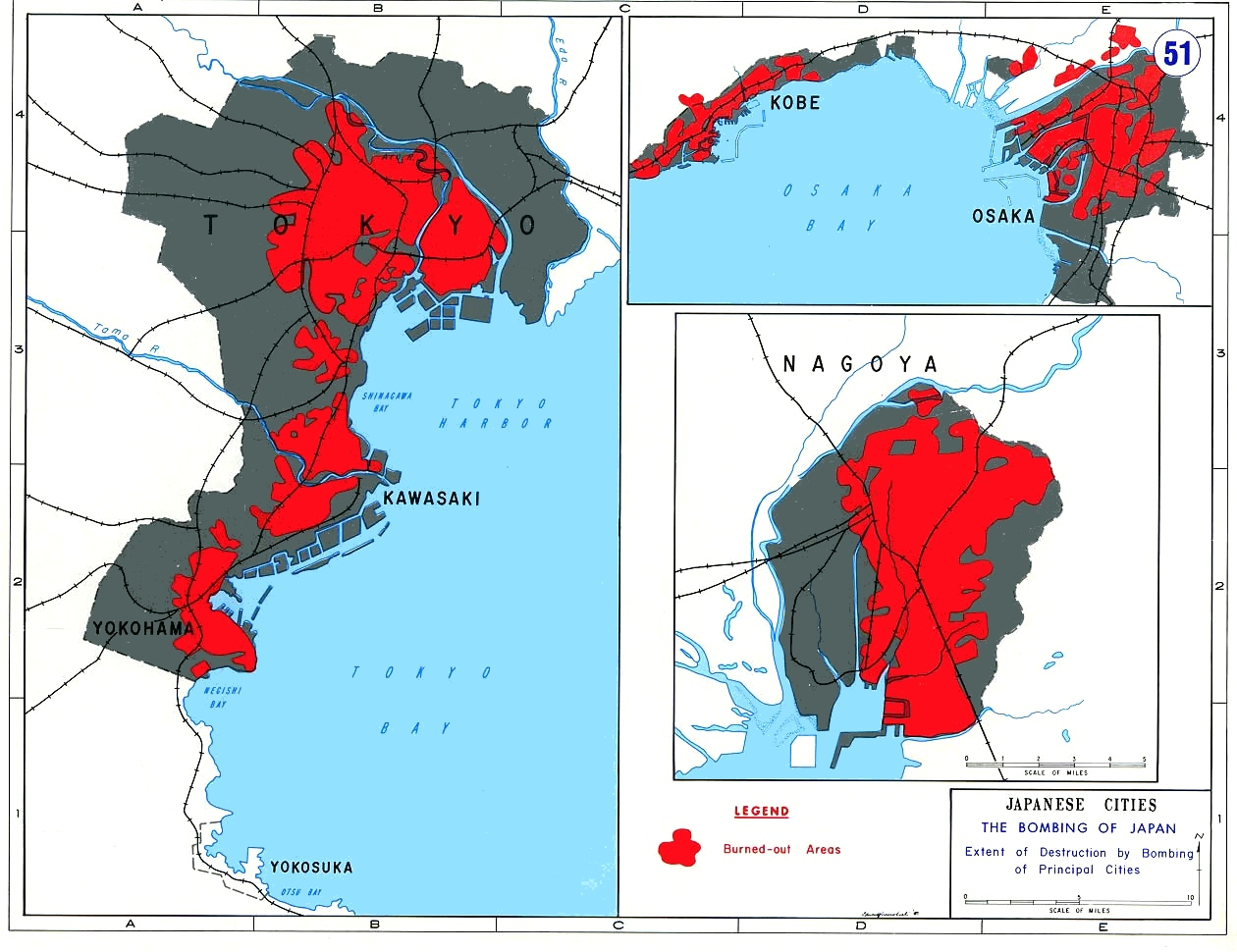
B-29轰炸机投掷的常规炸弹摧毁了日本六大工业城市40%以上的城区

与其它部队不同，美国陆军航空队轰炸机司令部不向战区指挥官报告，而是直接向美国参谋长联席会议报告。1945年7月，它们被编入由卡尔·斯帕茨指挥的美国太平洋战略空军。
与欧洲战区一样，美国陆军航空队（USAAF）也尝试发动日间精确轰炸。然而，由于日本的天气不可能展开日间精确轰炸，“在日本天气最好的月份，目视轰炸可能只会持续七天。最糟糕时只有一天。”此外，从高空投掷的炸弹容易受到风浪影响。
第二十一轰炸机司令李梅将军决定从大约2100米的高度对日本的复合城市实施大规模夜间燃烧弹袭击。“他在《世界年鉴》中查阅了日本大城市的规模，并据此选择了目标。”优先目标是东京、名古屋、大阪和神户。尽管早期取得的成功有限，特别是对名古屋，但李梅决心对脆弱的日本城市使用这种轰炸战术。在较低级别的日间突袭中，对战略目标的袭击也在继续。
1945年2月3日，美军对日本神户的燃烧弹袭击取得了首次成功，在取得相对成功后，美军决定继续采用这一战术。该市近一半的工厂受损，两个造船厂的产量减少了一半以上。
2月23日至24日晚，174架B-29轰炸机摧毁了东京大约3平方公里的地区。在行动成功后，美军发起“会议室行动”，334架B-29轰炸机在3月9日至10日晚空袭东京，其中282架击中了目标，投掷了约1700吨炸弹。该市大约41平方公里的地区被摧毁，估计有超过10万人在轰炸中死亡。这是历史上最具破坏性的常规轰炸，也是死亡人数最多的单一轰炸袭击。东京主要是木制建筑，所以燃烧弹造成了最大的杀伤效果。
在接下来的两周里，美军对日本四个城市又进行了近1600架次的轰炸，共摧毁了80平方公里的土地，己方损失了22架飞机。截至6月，日本六大城市（东京、名古屋、神户、大阪、横滨和川崎）超过40%的城区遭到破坏。李梅的近600架轰炸机在接下来的几周和几个月里摧毁了数十个较小的城市和制造业中心。
美军在轰炸之前，将传单投放到城市上空，警告平民逃离城市，但许多人甚至在美军内部，都认为这是一种心理战，决定放弃它们的一个重要因素是，希望缓解美国对这种新战争战术造成的破坏程度的焦虑。警告传单也被投放到实际上没有目标的城市，以制造虚假信息。
战争结束一年后，美国战略轰炸调查团称，美国低估了战略轰炸的力量，再加上海上封锁和日本的军事失败，使日本本土在没有遭到入侵的情况下无条件投降。到1945年7月，战略轰炸部队只部署了一小部分，但此时日本已经几乎没有了值得轰炸的目标。使用陆基和海基空中力量打击商船以及空中布雷，与盟军的潜艇战相结合，完全孤立日本会更有效。这会加速对日本的杀伤，也许会更快地结束战争。战后美国海军军械实验室的一项调查表明，B-29轰炸机投掷的水雷占战争最后六个月日本所有航运损失的60%。1945年10月，近卫文麿表示，美国飞机击沉日本船只，再加上B-29空中布雷行动，与B-29仅对工业的袭击一样有效，虽然他承认，“促成日本投降决心的是B-29的长期轰炸。”鈴木貫太郎首相向美国军事当局报告说，“在我看来，从长远来看，日本几乎不可避免地会被空袭摧毁，因此，仅仅根据B-29，我就相信日本应该寻求和平。”

#### 核轰炸

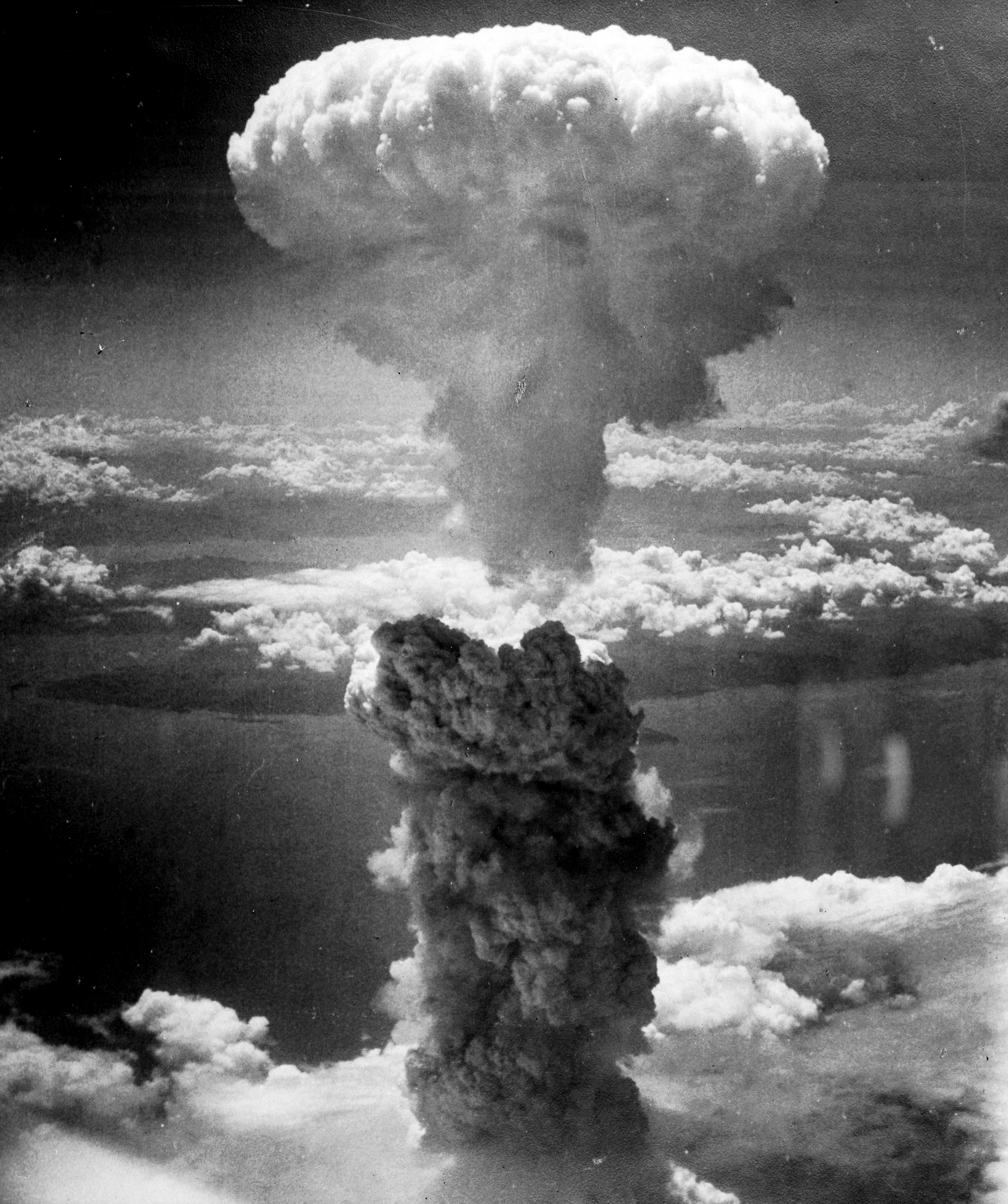
1945年日本长崎原子弹爆炸的蘑菇云在震源上方上升了约18公里

在对日本的轰炸行动继续进行的同时，盟军已经开始准备入侵日本本土，并预计入侵日本本土将造成巨大损失。1945年4月1日，美军入侵冲绳岛，两个半月后，12000名美国军人、107000名日本士兵和超过150000名冲绳平民（包括被迫作战的人）被杀。考虑到冲绳的伤亡率，美军意识到了对日本本土入侵的可怕后果。当哈里·S·杜鲁门总统听取了关于入侵日本的简报时，他无法承担如此可怕的伤亡率，并且美国在欧洲和太平洋战区已经伤亡了大约的40万人。
为了防止入侵日本本土造成的损失，美国、英国和中国于1945年7月26日发表了《波茨坦公告》，要求日本政府无条件投降。宣言还指出，如果日本不投降，它将面临“迅速和彻底的毁灭”，并且这一过程已经在进行中，燃烧弹轰炸摧毁了40%的日本城市，盟军从海上封锁了日本，使日本无法进口。日本无视盟军的最后通牒，以表明他们不会投降。
在日本拒绝之后，史汀生和乔治·马歇尔（陆军参谋长）以及哈普·阿诺德（陆军空军司令）决定发动原子弹轰炸。
1945年8月6日，B-29艾诺拉·盖号轰炸机飞越本州西南部的日本广岛市，向其投掷了一枚枪式铀-235原子弹（代号“小男孩”）。另外两架B-29飞机在附近飞行，用于仪器和摄影。当轰炸机首次接近广岛时，该市的日本防空部队最初认为它们是侦察机，因为他们被命令不要向一架或几架不构成威胁的飞机射击，以节省弹药用以防御大规模空袭。原子弹造成大约9万至16.6万人死亡，其中一半人死于直接核轰炸，另一半人死于核轰炸造成的辐射。死亡人数包括大约2万名朝鲜奴隶劳工和2万名日本士兵，并摧毁了4.8万栋建筑（包括第二集团军和第五师团总部）。8月9日，B-29博克斯卡号轰炸机飞越九州西北部的日本长崎市，投掷了一枚内爆型钚-239原子弹（代号为胖子），另外两架B-29飞机进行仪器和摄影。这枚炸弹的影响造成大约39000-80000人死亡，其中包括大约23000-28000名日本军工企业员工、2000名朝鲜奴隶劳工和至少150名日本士兵。炸弹摧毁了60%的城市。长崎的工业区破坏程度很高，68-80%的非码头工业生产被毁。
长崎核爆炸六天后，裕仁天皇于1945年8月15日宣布日本无条件投降，并于1945年9月2日签署了投降书，第二次世界大战太平洋战争结束。两次原子弹爆炸在日本引发了强烈的反对核武器的情绪。日本通过了禁止发展核武器的无核三原则。世界各地的反核活动家将广岛作为反对核武器的象征。

### 引用
1. ↑  Duga, James; Stewart, Carroll. . Brassey's. 2002  [26 March 2009]. ISBN 978-1-57488-510-1.
2. 1 2  White, Matthew. .   [4 June 2009]. （原始内容存档于2009-04-20）.
3. ↑  Crook, Paul. . Peter Hore  (编). . Routledge. 2003: 176. ISBN 0-7146-5317-9.
4. ↑  André Corvisier (1994). A Dictionary of Military History and the Art of War, Blackwell Publishing, ISBN 0-631-16848-6. "Germany, air battle (1942–45)" by P. Facon and Stephen J. Harris p. 312 （页面存档备份，存于）
5. ↑  Jennifer M. Lind (2010). "Sorry States: Apologies in International Politics （页面存档备份，存于）". Cornell University Press. p.28. ISBN 0-8014-7628-3
6. ↑  R.J. Rummel. . Transaction Publishers. 31 August 2007.
7. ↑  Olivier Wieviorka, "Normandy: the landings to the liberation of Paris" p.131
8. ↑  Hawley, Charles, , Der Spiegel, 11 February 2005  [2023-02-02], （原始内容存档于2017-06-17）
9. ↑  Kerr (1991), p. 276
10. ↑  German Deaths by aerial bombardment (It is not clear if these totals includes Austrians, of whom about 24,000 were killed (see .   [2016-02-09]. （原始内容存档于20 April 2006）.) and other territories in the Third Reich but not in modern Germany)

  - 600,000 about 80,000 were children in Hamburg, Juli 1943 （页面存档备份，存于） in Der Spiegel SPIEGEL ONLINE 2003 (in German)
  - Matthew White Twentieth Century Atlas – Death Tolls （页面存档备份，存于） lists the following totals and sources:
  - more than 305,000: (1945 Strategic Bombing Survey);
  - 400,000: Hammond Atlas of the 20th century (1996)
  - 410,000: R. J. Rummel, 100% democidal;
  - 499,750: Micheal Clodfelter Warfare and Armed Conflict: A Statistical Reference to Casualty and Other Figures, 1618–1991;
  - 593,000: John Keegan The Second World War (1989);
  - 593,000: J. A. S. Grenville citing "official Germany" in A History of the World in the Twentieth Century (1994)
  - 600,000: Paul Johnson Modern Times (1983)
11. ↑  Matthew White Twentieth Century Atlas – Death Tolls: Allies bombing of Japan （页面存档备份，存于） lists the following totals and sources
  - 330,000: 1945 US Strategic Bombing Survey;
  - 363,000: (not including post-war radiation sickness); John Keegan The Second World War (1989);
  - 374,000: R. J. Rummel, including 337,000 democidal;
  - 435,000: Paul Johnson Modern Times (1983)
  - 500,000: (Harper Collins Atlas of the Second World War)
12. 1 2  Marco Gioannini, Giulio Massobrio, Bombardate l'Italia. Storia della guerra di distruzione aerea 1940-1945, p. 491
13. ↑  Tami Davis Biddle, "British and American Approaches to Strategic Bombing: Their Origins and Implementation in the World War II Combined Bomber Offensive", Journal of Strategic Studies (1995) 18#1 pp 91-144
14. ↑  Levine 1992, p. 21 （页面存档备份，存于）
15. ↑  Murray 1983, p. 52.
16. ↑  Hastings 1979
17. ↑  Garrett 1993[页码请求]
18. ↑  Boog 2001, p. 408.
19. ↑  Pimlott, John. B-29 Superfortress (London: Arms and Armour Press, 1980), p.40.
20. ↑  R.J. Overy, The Air War. 1939-1945 (1980) pp. 8-14
21. ↑  . Anesi.com.   [November 2015]. （原始内容存档于2021-01-01）.
22. ↑  J.K. Galbraith, "The Affluent Society", chapter 12 "The Illusion of National Security", first published 1958. Galbraith was a director of the U.S. Strategic Bombing Survey.
23. ↑  Williamson Murray, Allan Reed Millett, "A War To Be Won: fighting the Second World War", p. 319
24. ↑   (PDF).   [2016-09-19]. （原始内容 (PDF)存档于2021-03-22）.
25. ↑  Buckley 1998, p. 165.
26. ↑  Murray 1983, p. 253.
27. ↑  Buckley 1998, p. 197.
28. ↑  Gómez, Javier Guisández. . International Review of the Red Cross. 20 June 1998, nº 323: 347–63  [2014-04-09]. （原始内容存档于2010-01-06）.
29. ↑  . Berghahn Books. 2010: 167. ISBN 1-8454-5844-3.
30. ↑  Evangeslista, Matthew. "Peace Studies, Volume 3". page 447. Routledge.
31. 1 2  Sir Arthur Harris. . Routledge. November 30, 1995: 44. ISBN 0-7146-4692-X.
32. ↑  .Obote-Odora, Alex. "The judging of war criminals: individual criminal responsibility under international law". page 177.
33. ↑  . Rutgers University Press. September 28, 2010: 90. ISBN 0-8135-4901-9.
34. ↑  . web.archive.org. 2022-05-26  [2024-10-28].
35. ↑  Smith, Melden E. . Journal of Contemporary History. 1977, 12 (1). ISSN 0022-0094.
36. 1 2  . www.armyupress.army.mil.   [2024-10-28].
37. 1 2 3  . . Oxford University Press. 2000. ISBN 978-0-19-507198-6. doi:10.1093/acref/9780195071986.001.0001/acref-9780195071986 （美国英语）.
38. ↑  . www.dannen.com.   [2024-10-28].
39. ↑  Gilbertson, David. . . Troubador Publishing Limited. 2017-08-14. ISBN 978-1-78306-609-4 （英语）.
40. ↑  Davies, Norman. . . Penguin. 2008-08-26. ISBN 978-1-4406-5112-0 （英语）.
41. ↑  . www.tysol.pl.   [2024-10-29].
42. ↑  . web.archive.org. 2011-12-08  [2024-10-30].
43. ↑  . web.archive.org. 2011-11-05  [2024-10-30].
44. ↑  . web.archive.org. 2009-09-06  [2024-10-30].
45. ↑  . web.archive.org. 2008-03-10  [2024-10-31].
46. 1 2  .
47. ↑  Martin, Paul. . . Editions Y. Michelet. 1990. ISBN 978-2-905643-02-5 （法语）.
48. ↑  . web.archive.org. 2011-08-28  [2024-11-03].
49. ↑  . www.naval-history.net.   [2024-11-03].
50. ↑  . web.archive.org. 2013-09-29  [2024-11-03].
51. ↑  . web.archive.org. 2015-11-04  [2024-11-03].
52. ↑  . web.archive.org. 2009-03-31  [2024-11-03].
53. ↑  . web.archive.org. 2009-04-19  [2024-11-03].
54. ↑  . web.archive.org. 2012-12-30  [2024-11-03].
55. ↑  . web.archive.org. 2009-09-25  [2024-11-03].
56. ↑  . web.archive.org. 2011-12-29  [2024-11-03].
57. ↑  . webarchive.nationalarchives.gov.uk.   [2024-11-03].
58. ↑  . Fronta.cz.   [2024-11-04] （捷克语）.
59. ↑  Harris, Sir Arthur Travers. . . F. Cass. 1995. ISBN 978-0-7146-4692-3 （英语）.
60. ↑  . web.archive.org. 2008-12-27  [2024-11-06].
61. ↑  . www.ibiblio.org.   [2024-11-06].
62. ↑  . web.archive.org. 2017-08-13  [2024-11-06].
63. ↑  . www.niod.nl.   [2024-11-18] （荷兰语）.
64. ↑  . www.oorlogzeeland.nl.   [2024-11-18].
65. ↑  . www.bb45.nl.   [2024-11-18].
66. ↑  . WO2 Sporen.   [2024-11-18] （荷兰语）.
67. ↑  . search.worldcat.org.   [2024-11-18] （英语）.
68. ↑  . www.europeremembers.com.   [2024-11-18] （英语）.
69. ↑  . adevarul.ro. 2011-02-22  [2024-11-18] （罗马尼亚语）.
70. ↑  . www.aviatori.ro.   [2024-11-18].
71. ↑  . Treccani.   [2024-11-21] （意大利语）.
72. ↑  . Treccani.   [2024-11-21] （意大利语）.
73. ↑  . www.torinoinguerra.it.   [2024-11-21].
74. ↑  . Il Piccolo. 2014-06-14  [2024-11-21] （意大利语）.
75. ↑  . Treccani.   [2024-11-21] （意大利语）.
76. ↑  . Treccani.   [2024-11-21] （意大利语）.
77. ↑  Themelize.me. . www.tesionline.it.   [2024-11-21] （意大利语）.
78. ↑  . Treccani.   [2024-11-21] （意大利语）.
79. ↑  . www.exeter.ac.uk.   [2024-11-21] （英语）.
80. ↑  . web.archive.org. 2018-11-30  [2024-11-21].
81. 1 2 3 4 5  .
82. 1 2  Anesi, Chuck. . www.anesi.com.   [2024-11-23] （英语）.
83. ↑  .   [2024-11-23] （美国英语）.
84. ↑  Baldoli, Claudia; Knapp, Andrew. . . A&C Black. 2012-04-12. ISBN 978-1-4411-8581-5 （英语）.
85. ↑  . . Oxford University Press, UK. 2001-10-25. ISBN 978-0-19-860446-4 （英语）.
86. ↑  Hatfield, Kenneth K.; Hatfield, Ken. . . University of Missouri Press. 2003. ISBN 978-0-8262-6335-3 （英语）.
87. ↑  . Military Heritage Press. 1989  [2019-05-31]. ISBN 978-0880293341.
88. ↑  . web.archive.org. 2011-09-21  [2024-11-25].
89. ↑  . web.archive.org. 2016-08-02  [2024-11-25].
90. 1 2  Kaplan, Fred M. . . Internet Archive. New York : Simon and Schuster. 1983. ISBN 978-0-671-42444-2.
91. ↑  . The Future of Freedom Foundation. 2009-08-14  [2024-11-29] （美国英语）.
92. ↑  Anesi, Chuck. . www.anesi.com.   [2024-11-29] （英语）.
93. ↑  Ham, Paul. . . Transworld. 2012-08-02. ISBN 978-1-4481-2627-9 （英语）.
94. ↑  Wolk, Herman S. . . University of North Texas Press. 2010. ISBN 978-1-57441-281-9 （英语）.
95. ↑  Hasegawa, Tsuyoshi. . . Harvard University Press. 2006-09-30. ISBN 978-0-674-03840-0 （英语）.
96. ↑  . web.archive.org. 2007-09-19  [2024-12-05].
97. ↑  Drinan, Robert F. . . Internet Archive. New York : Seabury Press. 1983. ISBN 978-0-8164-2406-1.
98. ↑  Seaton, Philip A. . . Routledge. 2007-03-12. ISBN 978-1-134-15005-2 （英语）.